# Bernay (Eure)
Pour les articles homonymes, voir Bernay.
Bernay (, localement [bɛrnɛ]) est une commune française située dans le département de l'Eure en Normandie.

## Géographie

### Localisation
Bernay se situe dans l'ouest du département de l'Eure. Nichée dans la vallée de la Charentonne (affluent de la Risle) entre Broglie et Serquigny, cette ville se situe à 29 km à l'est de Lisieux, à 33 km au sud de Pont-Audemer, à 47 km à l'ouest d'Évreux et à 60 km au sud-ouest de Rouen.
La commune de Bernay se situe précisément à l'intervalle entre le pays d'Ouche, région caractérisée par de grandes étendues forestières et le Lieuvin, région marquée par un bocage très clairsemé dans cette zone.

### Communes limitrophes
Les communes limitrophes sont Caorches-Saint-Nicolas, Courbépine, Fontaine-l'Abbé, Grand-Camp, Menneval, Treis-Sants-en-Ouche et Saint-Martin-du-Tilleul.
|                         | Courbépine, Menneval |                      |
| Saint-Martin-du-Tilleul | Bernay               | Fontaine-l'Abbé      |
| Caorches-Saint-Nicolas  | Grand-Camp           | Treis-Sants-en-Ouche |

### Hydrographie
La commune est située dans le bassin Seine-Normandie. Elle est drainée par la Charentonne, le Cosnier, des bras de la Charentonne et divers autres petits cours d'eau,.
La Charentonne, d'une longueur de 63 km, prend sa source dans la commune de Saint-Evroult-Notre-Dame-du-Bois et se jette  dans la Risle à Nassandres sur Risle, après avoir traversé 16 communes.
Le Cosnier, d'une longueur de 13 km, prend sa source dans la commune de Saint-Aubin-du-Thenney et se jette  dans la Charentonne sur la commune, après avoir traversé quatre communes.

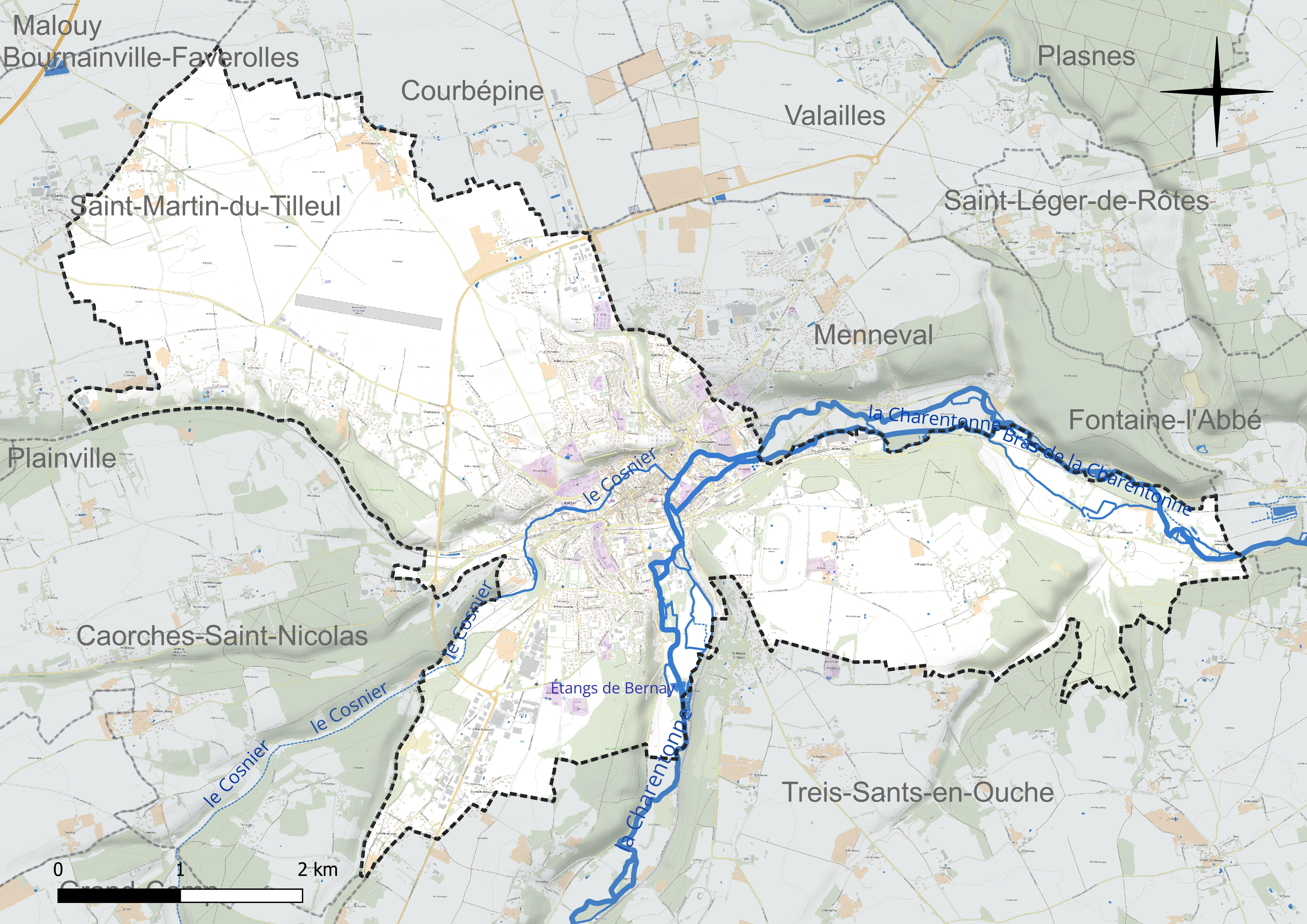
Réseau hydrographique de Bernay.

Un plan d'eau complète le réseau hydrographique : les étangs de Bernay (0,3 ha),.

### Climat
Pour des articles plus généraux, voir Climat de la Normandie et Climat de l'Eure.
En 2010, le climat de la commune est de type climat océanique dégradé des plaines du Centre et du Nord, selon une étude du CNRS s'appuyant sur une série de données couvrant la période 1971-2000. En 2020, Météo-France publie une typologie des climats de la France métropolitaine dans laquelle la commune est exposée à un climat océanique et est dans la région climatique Côtes de la Manche orientale, caractérisée par un faible ensoleillement (1 550 h/an) ; forte humidité de l’air (plus de 20 h/jour avec humidité relative > 80 % en hiver), vents forts fréquents. Parallèlement le GIEC normand, un groupe régional d’experts sur le climat, différencie quant à lui, dans une étude de 2020, trois grands types de climats pour la région Normandie, nuancés à une échelle plus fine par les facteurs géographiques locaux. La commune est, selon ce zonage, exposée à un « climat contrasté des collines », correspondant au Pays d’Auge, Lieuvin et Roumois, moins directement soumis aux flux océaniques et connaissant toutefois des précipitations assez marquées en raison des reliefs collinaires qui favorisent leur formation.
Pour la période 1971-2000, la température annuelle moyenne est de 10,2 °C, avec  une amplitude thermique annuelle de 13,4 °C. Le cumul annuel moyen de précipitations est de 779 mm, avec 12,5 jours de précipitations en janvier et 8,4 jours en juillet. Pour la période 1991-2020, la température moyenne annuelle observée sur la station météorologique installée sur la commune est de 10,9 °C et le cumul annuel moyen de précipitations est de 666,9 mm,. Pour l'avenir, les paramètres climatiques de la commune estimés pour 2050 selon différents scénarios d’émission de gaz à effet de serre sont consultables sur un site dédié publié par Météo-France en novembre 2022.
| Mois                                  | jan.           | fév.           | mars          | avril         | mai           | juin          | jui.          | août         | sep.          | oct.          | nov.          | déc.           | année      |
| ------------------------------------- | -------------- | -------------- | ------------- | ------------- | ------------- | ------------- | ------------- | ------------ | ------------- | ------------- | ------------- | -------------- | ---------- |
| Température minimale moyenne (°C)     | 2              | 1,6            | 2,9           | 4,7           | 7,5           | 10,5          | 12,3          | 12,3         | 10,2          | 8,2           | 5             | 2,3            | 6,6        |
| Température moyenne (°C)              | 4,6            | 4,7            | 6,9           | 10            | 12,6          | 15,9          | 18,2          | 17,8         | 15,4          | 12            | 7,9           | 5,1            | 10,9       |
| Température maximale moyenne (°C)     | 7,2            | 7,9            | 11            | 15,2          | 17,8          | 21,4          | 24,2          | 23,3         | 20,6          | 15,8          | 10,9          | 7,8            | 15,3       |
| Record de froid (°C) date du record   | −10,8 10.01.09 | −14,9 11.02.12 | −8,7 13.03.13 | −3,9 06.04.21 | −1,8 14.05.10 | 2,5 01.06.06  | 3,8 31.07.15  | 5,2 09.08.05 | 1,8 30.09.18  | −1,7 26.10.10 | −5,1 30.11.10 | −14,7 03.12.10 | −14,9 2012 |
| Record de chaleur (°C) date du record | 16,2 01.01.22  | 19,7 27.02.19  | 24,5 31.03.21 | 27,1 19.04.18 | 29,4 27.05.05 | 36,1 18.06.22 | 40,2 25.07.19 | 37 07.08.20  | 34,3 09.09.23 | 28,9 02.10.23 | 21,4 01.11.15 | 16,2 19.12.15  | 40,2 2019  |
| Précipitations (mm)                   | 56,4           | 50,4           | 54            | 42,4          | 61,4          | 59,9          | 50,1          | 55,1         | 37,4          | 59,1          | 62,4          | 78,3           | 666,9      |

### Milieux naturels et biodiversité

#### Natura 2000
- Site Natura 2000 "Risle, Guiel, Charentonne"[16].

#### ZNIEFF de type 1
- ZNIEFF 230030039 - Les prairies de Carentonne[17]. Le site de Carentonne se situe dans la vallée de la Charentonne. Il se caractérise par un ensemble de milieux dominés par les mégaphorbiaies. Les espèces déterminantes sont l'achillée sternutatoire (Achillea ptarmica R), la cardère poilue  (Dipsacus  pilosus AR) et le murin de Natterer (Myotis  nattereri  R).
- ZNIEFF 230030042 - Les prairies de la Couture[18]. Le site de la Couture correspond à une mégaphorbiaie eutrophe. La seule espèce végétale déterminante recensée est l'achillée sternutatoire (Achillea ptarmica AR).
- ZNIEFF 230000262 - Les prairies et l'aulnaie du moulin neuf[19]. Ce site, situé dans la vallée de la Charentonne, est divisé en quatre grands milieux distincts : le cours principal de la Charentonne, une aulnaie humide à hautes herbes sur les bords de la rivière, une friche ponctuée de saules (Salix sp.) de type mégaphorbiaie mésohygrophile, une pâture du Bromion racemosi et des fossés plus ou moins humides. Il se distingue par la présence de plusieurs espèces de plantes déterminantes telles que l'achillée sternutatoire (Achillea ptarmica R), la petite berle (Berula erecta R) ou la cardère poilue (Dipsacus pilosus AR) ainsi que par la présence de criquets ensanglantés (Stethophyma grossum AR)
- ZNIEFF 230030036 - Les prairies et le bois du bas Bouffey[20]. Ce site, situé dans la vallée de la Charentonne, est constitué de deux grands milieux : une mégaphorbiaie méso- à hygrophile en fond de vallée et un versant boisée de la hêtraie. L'espèce déterminante de cette zone est la cardamine à bulbilles (Cardamine bulbifera, RR).

#### ZNIEFF de type 2
- ZNIEFF 230009189 – La moyenne vallée de la Charentonne, le bois de Broglie[21].
- ZNIEFF 230000764 - La vallée de la Risle de la Ferrière-sur-Risle à Brionne, la forêt de Beaumont, la basse vallée de la Charentonne[22].

#### Site classé
- La promenade du mont Milon (partie appartenant à l'hospice de la ville comprenant 184 hêtres et 8 chênes)  Site classé (1926)[23].

## Urbanisme

### Typologie
Au 1er janvier 2024, Bernay est catégorisée petite ville, selon la nouvelle grille communale de densité à 7 niveaux définie par l'Insee en 2022.
Elle appartient à l'unité urbaine de Bernay, une agglomération intra-départementale dont elle est ville-centre,. Par ailleurs la commune fait partie de l'aire d'attraction de Bernay, dont elle est la commune-centre,. Cette aire, qui regroupe 36 communes, est catégorisée dans les aires de moins de 50 000 habitants,.

### Occupation des sols
L'occupation des sols de la commune, telle qu'elle ressort de la base de données européenne d’occupation biophysique des sols Corine Land Cover (CLC), est marquée par l'importance des territoires agricoles (61,3 % en 2018), en diminution par rapport à 1990 (66,5 %). La répartition détaillée en 2018 est la suivante : 
terres arables (31 %), prairies (30,3 %), zones urbanisées (18,5 %), forêts (15 %), zones industrielles ou commerciales et réseaux de communication (5,2 %). L'évolution de l’occupation des sols de la commune et de ses infrastructures peut être observée sur les différentes représentations cartographiques du territoire : la carte de Cassini (XVIIIe siècle), la carte d'état-major (1820-1866) et les cartes ou photos aériennes de l'IGN pour la période actuelle (1950 à aujourd'hui).

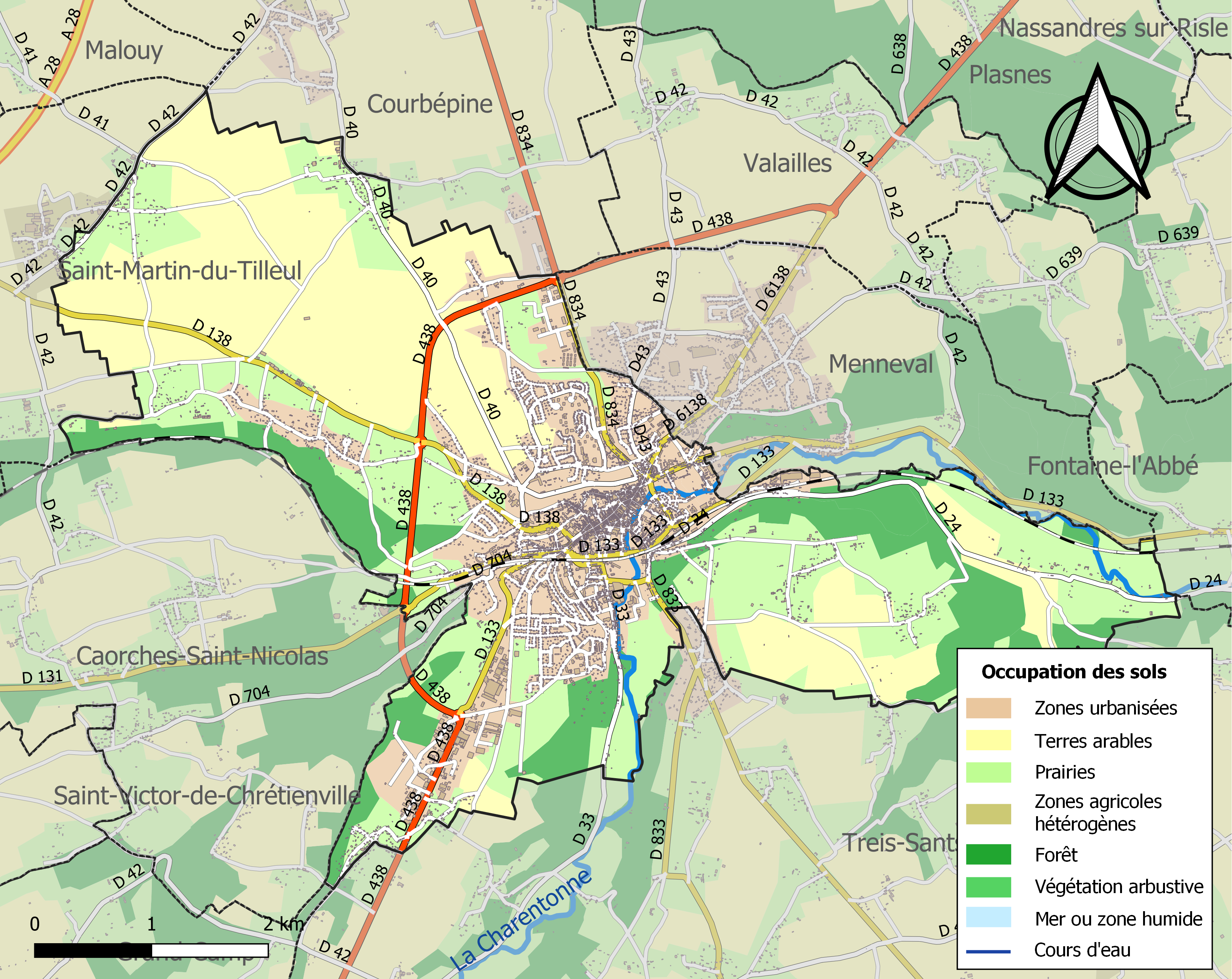
Carte des infrastructures et de l'occupation des sols de la commune en 2018 (CLC).

### Lieux-dits, hameaux et écarts
La ville compte de nombreux hameaux, certains étant d'anciennes paroisses rattachées à la ville à la Révolution.

### Habitat et logement
En 2020, le nombre total de logements dans la commune était de 6 078, alors qu'il était de 5 963 en 2015 et de 5 769 en 2010.
Parmi ces logements, 86,5 % étaient des résidences principales, 3,6 % des résidences secondaires et 9,9 % des logements vacants. Ces logements étaient pour 51,7 % d'entre eux des maisons individuelles et pour 45,9 % des appartements.
Le tableau ci-dessous présente la typologie des logements à Bernay en 2020 en comparaison avec celle de l'Eure et de la France entière. Une caractéristique marquante du parc de logements est ainsi une proportion de résidences secondaires et logements occasionnels (3,6 %) inférieure à celle du département (6,2 %) et à celle de la France entière (9,7 %). Concernant le statut d'occupation de ces logements, 40,4 % des habitants de la commune sont propriétaires de leur logement (43,5 % en 2015), contre 65,3 % pour l'Eure et 57,5 pour la France entière.
| Typologie                                               | Bernay | Eure | France entière |
| ------------------------------------------------------- | ------ | ---- | -------------- |
| Résidences principales (en %)                           | 86,5   | 85,5 | 82,1           |
| Résidences secondaires et logements occasionnels (en %) | 3,6    | 6,2  | 9,7            |
| Logements vacants (en %)                                | 9,9    | 8,2  | 8,2            |

### Voies de communication et transports

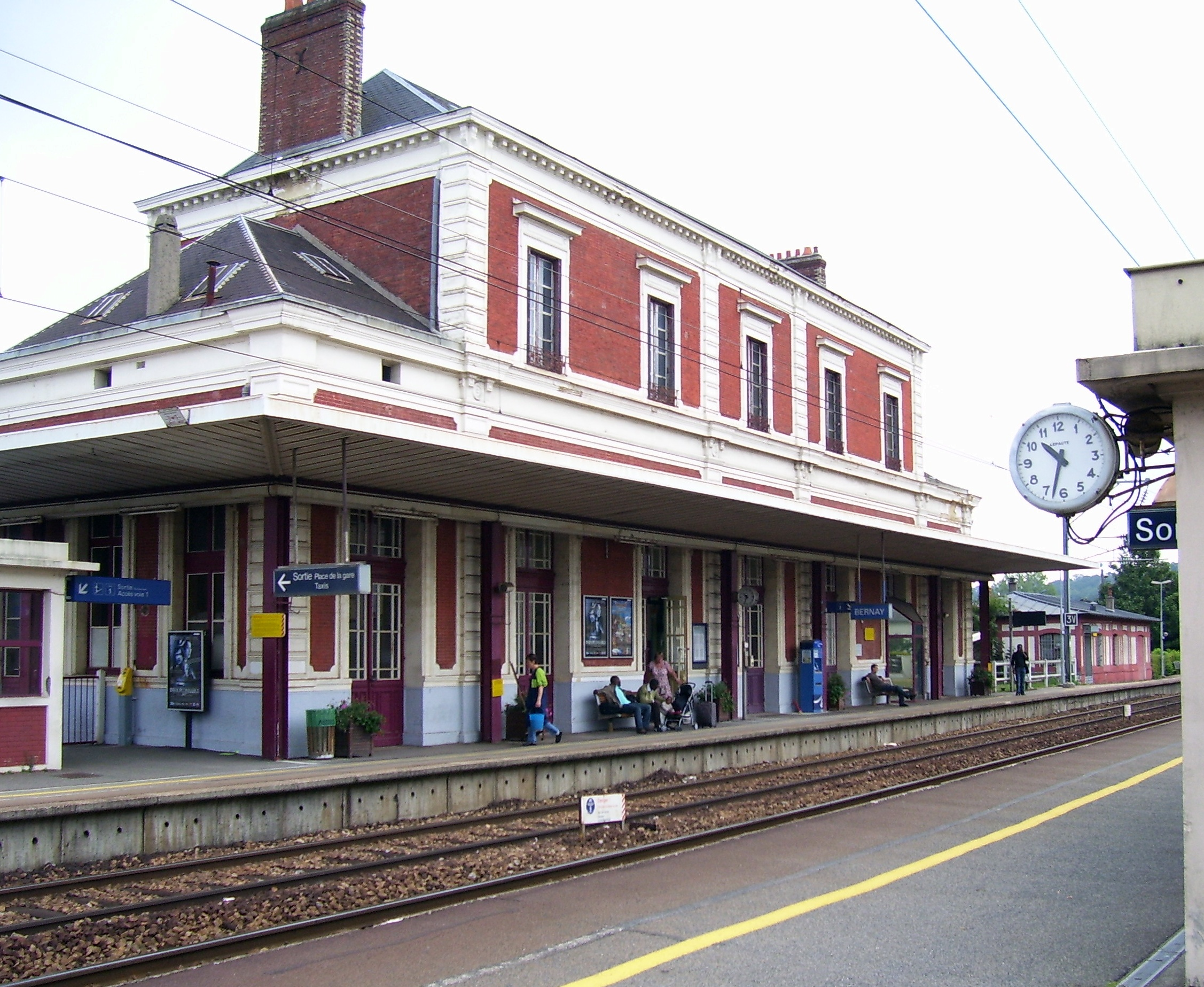
La gare.

#### Transport ferroviaire
Bernay dispose d'une gare ferroviaire située sur la ligne de Mantes-la-Jolie à Cherbourg permettant de se rendre à Paris, Caen et également Rouen grâce à une division de la ligne à Serquigny (ligne de Serquigny à Oissel).

#### Aérodrome
La ville de Bernay dispose de l'aérodrome de Bernay-Saint-Martin, composé d'une piste en herbe orientée est-ouest (10/28), longue de 1 200 mètres et large de 80.
L’aérodrome n’est pas contrôlé. Les communications s’effectuent en auto-information sur la fréquence de 119,225 MHz.
La ville dispose aussi d'un tractodrome (Daniel Chauvin) où il est organisé des compétitions de tracteurs pullings (engins avec des moteurs surdimensionné) chaque année.

#### Transports urbains
Le réseau de transport urbain de la ville de Bernay nommé « Bernay Bus » fonctionne par boucle :
- une boucle bleue qui dessert le quartier de Bourg-Le-Comte et le centre-ville ;
- une boucle rouge qui dessert le quartier du Stade et le centre-ville.

Ces deux lignes comportent deux arrêts communs : « la Poste » et « Gare SNCF ».
Ce système permet d’augmenter la fréquence des passages à chaque arrêt.
De 2009 à 2011, l'ancien réseau comprenant deux bus desservant chacun les deux principaux quartiers de la ville (le Bourg Lecomte et le Stade) a été remplacé par un réseau où chaque bus serait assigné à l'un des deux quartiers. Ainsi la ligne bleue desservait le Bourg Lecomte et le centre ville tandis que la ligne rouge desservait le Stade, les deux bus se rejoignant à la Poste, rue du Général-de-Gaulle. Le samedi toutefois, chacune des lignes dessert l'entièreté de la ville.
Dans le cadre du renouvellement de son marché d’exploitation du transport urbain, la ville a apporté quelques modifications à ses horaires et circuits de bus urbain afin de mieux répondre aux besoins des usagers. À partir du 14 juin 2011, les horaires et trajets ont été modifiés, la ligne bleue dessert dorénavant la commune de Menneval créant ainsi une liaison entre cette commune et Bernay. Cela fait suite à une demande des usagers du réseau, en grande partie pour se rendre au centre commercial E.Leclerc et au centre Lidl.
Depuis le 1er septembre 2017, la ville de Bernay a mis en place une nouvelle offre de transport urbain avec une phase de test en septembre et octobre. Dès le mois de novembre 2017, la municipalité a décidé de rendre gratuit l'accès au bus sur ses deux lignes. Bernay devient ainsi la première ville de l'Eure à proposer la gratuité pour ses usagers. Près de 200 Bernayens empruntent chaque jour ce moyen de transport.
En 2022, le transport urbain change de nom et devient I’Bus, avec un nouveau logo vert (en lien avec l'écologie) et bleu (présenté comme signifiant le changement, le voyage).

## Toponymie
Bernay est attesté dès le Xe siècle sous la forme Brenaico dans une copie du XVIIIe siècle (Fauroux 11), Brenaicum vers l'an 1000 (dotalitium de la duchesse Judith), Bernaium en 1017 (épitaphe de la duchesse Judith ), puis Bernaicus en 1025, Berniacus en 1026 (charte de Richard II), Bernai dès 1032 - 1035, 1047, Bernaccum en 1123 (chronique de Robert de Torigni, abbé du Mont-Saint-Michel), Bernaye en 1246 (charte de Jean Mallet de Graville), Belnaium en 1249 (registre visitationum archiepiscopi Rothomagensis ), Berneium en 1250 (annales des frères mineurs), Bernayum en 1276, Berneyum en 1371 (bulle de Grégoire XI), Berney en 1417 (Rotuli Normanniæ), Bernays en 1444 (acte de Th. Basin, évêque de Lisieux), Bernay sur Carentone en 1644, Bernay de l’Eure (actes du XIXe siècle).
Il peut être issu d'un type toponymique gallo-roman *BRINNACU (*Brinnacum), et ce, d'après d'autres toponymes analogues comme Brenay à Branville, autre lieu du département de l'Eure mentionné sous la forme Brinnacum au Ve siècle ; Bernay à Batilly, ancienne paroisse de l'Orne, Brinnaicum IXe siècle et Mont-Berny, commune de Pierrefonds dans l'Oise, sous la forme Brinnacum au VIIe siècle, etc.
Ils remontent peut-être tous à une forme celtique hypothétique *Brinnāko(n). En tout cas, les spécialistes identifient clairement un suffixe d'origine gauloise *-āko(n) devenu *ACU (latinisé diversement dans les textes en latin, le plus souvent en -acum) à l'époque gallo-romaine et qui était localisant à l'origine, avant de se référer plus précisément à la propriété.
Albert Dauzat et Charles Rostaing considèrent que le premier élément Bern- représente le nom d'homme gaulois Brennos / Brennus, latinisé en Brinnus à l'époque romaine,. La métathèse de [r] est un phénomène phonétique fréquent qui est bien attestée dans les formes anciennes Brin -> Bern-.

François de Beaurepaire préfère un thème prélatin bren- / brin- qu'il croit reconnaître dans les différents Brain, Brains, Brin ou le nom de la Brenne, région marécageuse. Ce nom a donc pu signifier « terrain marécageux » ou « terrain fangeux », ce qui est conforme à la situation de Bernay, puisque la rivière Charentonne vient buter sur un coteau (« les Monts ») et reçoit le Cosnier, au débit important.
Pierre-Yves Lambert cite encore le terme bran ou bren « son » au sens de « déjection », d'où les dérivés bréneux, souillé ; embrener, etc. Il n'est cependant pas sûr qu'il s'agisse de la même racine.

## Histoire

### Préhistoire
Des vestiges d’habitat du néolithique (−3 600 ans) mis au jour « près du hameau des Granges » en attestent[réf. nécessaire].

### Moyen Âge

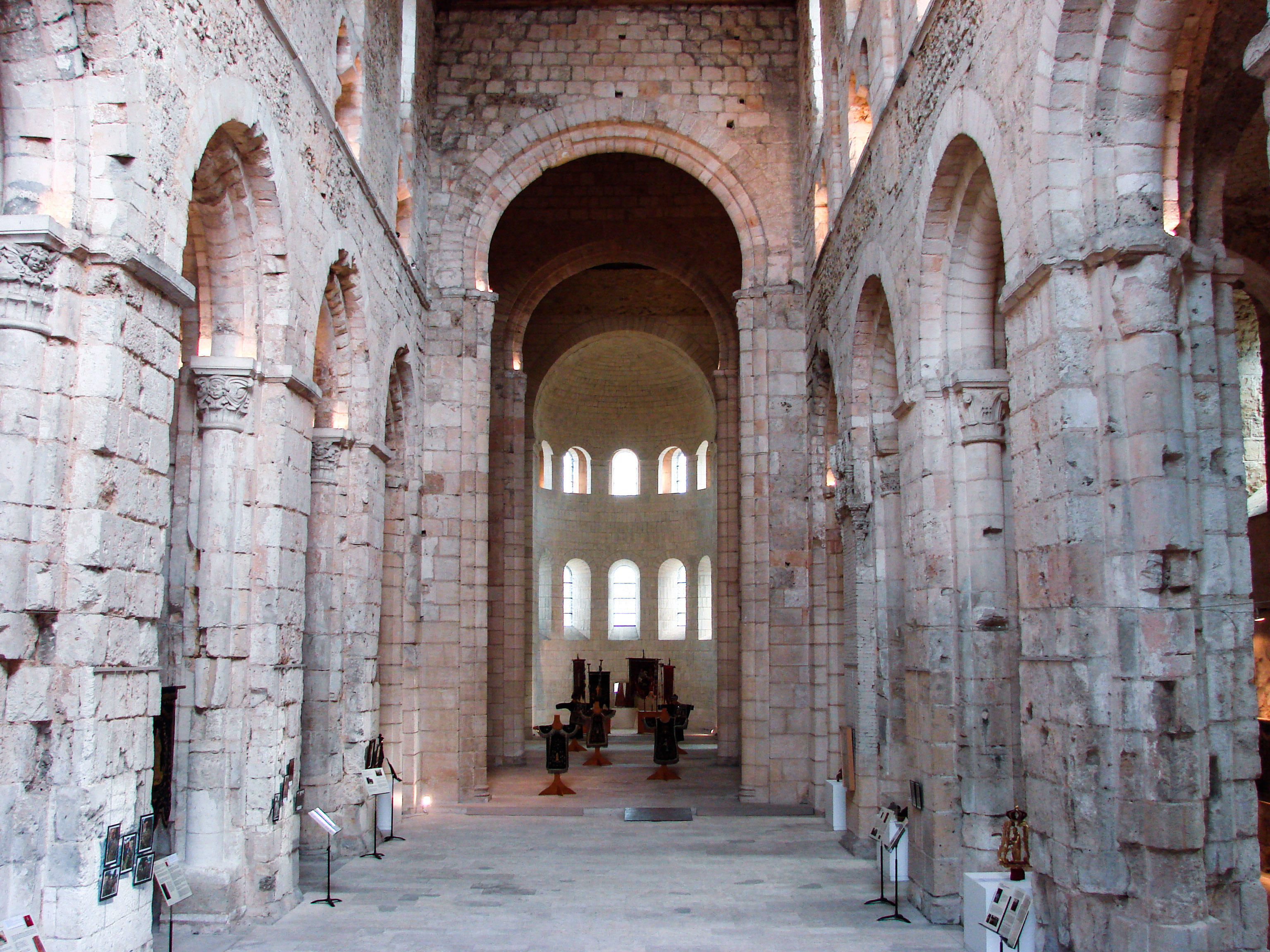
La nef de l'église abbatiale Notre-Dame de Bernay.

Entre 996 et 1008, le duc de Normandie, Richard II, offre cette région en douaire à son épouse, Judith de Bretagne, qui fonde aussitôt une abbaye bénédictine : l'abbaye Notre-Dame. Les moines aménagent le site par des travaux hydrauliques importants : assainissement, moulins, pêcheries, etc. et la construction d'une abbatiale qui reste un joyau de l'architecture romane normande. Pour couvrir les frais et assurer leur défense, ils cèdent une partie de leur propriété en 1048.
L'activité commerciale attestée dès 1198 prend son essor sur l'axe principal de la ville, actuellement rue Thiers. L'industrie du drap est réputée, les foires sont nombreuses (la Foire Fleurie au moment des Rameaux en est un souvenir), en raison de la diversité et de l'abondance des produits agricoles de la région. Bernay devient d'ailleurs un grand marché chaque samedi.
En 1231, Louis IX (Saint Louis) tient dans la ville des Assises de Justice et y fonde en 1250 un Hôtel-Dieu en reconnaissance de l'accueil empressé que lui a réservé la population. Cet Hôtel-Dieu possède une entrée rue Thiers et s'étend jusqu'à la rue de la Geôle. À la mort de Pierre Ier d'Alençon, Bernay est incorporé au comté d'Évreux et donné par Philippe le Bel à son frère Louis de France en 1281.
La vénération de Notre-Dame de la Couture dès le XIIIe siècle, est à l'origine de pèlerinages importants qui attirent les foules de toute la Normandie ; le pèlerinage marial diocésain a toujours lieu chaque lundi de Pentecôte.
La ville a connu de nombreuses périodes troubles, notamment durant la guerre de Cent Ans. Bernay changea plusieurs fois de mains pendant le conflit. En 1354, à la suite du traité de Mantes, la ville fut cédée par le roi Jean II le Bon à son gendre le roi Charles II de Navarre, avec de nombreuses autres terres normandes. Mais les deux hommes entrèrent rapidement en conflit. En avril 1356, Bernay fut reprise aux Navarrais après l'arrestation de Charles II, avant de lui être restituée en 1358. Le 19 avril 1378, après un court siège, la forteresse fut prise par Bertrand Du Guesclin contre la promesse faite à son capitaine, Pierre du Tertre, d'intercéder en sa faveur auprès du roi de France Charles V. Dans la tour de la forteresse de Bernay, les Français s'emparèrent d'archives secrètes du roi de Navarre qui n'avaient pas été brûlées et qui mirent au jour de nombreuses alliances et complots de Charles II, avec les Anglais notamment. La forteresse fut détruite peu après. Bernay fut un temps restituée au fils de Charles II de Navarre, avant d'être confisquée par le roi Charles VI en 1385.
Par la suite, la ville passa aux mains des Anglais avant d'être reprise par les troupes royales.

### Temps modernes
Si, aujourd'hui, il y a environ 11 000 habitants dans la ville, Bernay comptait, au XVIe siècle, une population « aussi importante qu’à Évreux ou à Lisieux ». Ce sont les guerres de Religion, puis la révolte populaire des Gauthiers (du nom du village de La Chapelle-Gauthier) en 1589, contre les taxes, qui « mettent un terme à la quiétude de la ville ».

### Révolution française et Empire
Chef-lieu du département à sa création, Évreux en est évincée au cours de l'année 1793 au profit de Bernay, mais récupére cette qualité avant la fin de cette même année. En 1800, la ville devient chef-lieu de l'arrondissement de Bernay.
La commune de Bernay, instituée par la Révolution française, absorbe entre 1795 et 1800 celles de  Bouffey et de Carantonne.

### Époque contemporaine
Au cours du XIXe siècle, d'importants aménagements de voirie modernisent la ville, et l'évolution de la structure industrielle s'oriente vers le pourtour de la cité. Ce développement continuera au cours du siècle dernier, avec l'arrivée de nouvelles industries et l'extension importante de Bernay sur les coteaux surplombant le centre traditionnel, lequel a su rester fidèle à ses origines.
D'importants combats eurent lieu à Bernay lors de la guerre franco-prussienne, notamment le 21 janvier 1871.

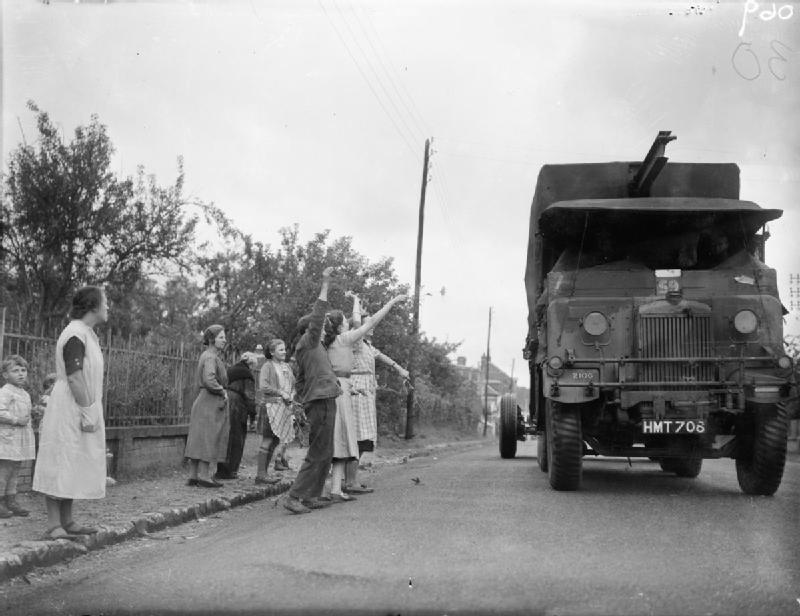
Automne 1939 : des citoyens de Bernay saluent un convoi du corps expéditionnaire britannique.

Lors de la Seconde Guerre mondiale, la ville a été occupée à partir de juin 1940 par la Wehrmacht ; l'occupation a duré quatre ans. Le 7 juin 1944, la gendarmerie de Bernay a été bombardée par l'aviation alliée.
Rommel est grièvement blessé le 17 juillet 1944 lors du mitraillage de sa voiture sur une route normande par deux avions alliés. Les circonstances et les suites de l'accident ont été rapportées par l'amiral Friedrich Ruge, ami et adjoint du maréchal allemand en Normandie.
Rommel se rend, le 17 juillet 1944, en passant par Falaise, aux PC des 276e et 277e divisions d'infanterie et constate qu'elles ne sont pas suffisamment soutenues par le IIe corps blindé SS, parce que celui-ci se tient trop en arrière. Là, il apprend que les Alliés ont lancé l'offensive à Saint-Lô. Cela le détermine à rentrer au plus vite à son quartier général. Le ciel s'est complètement dégagé et les avions alliés manifestent une grande activité. Rommel gagne Livarot par des chemins secondaires, où il rejoint la route nationale. Deux pilotes de Spitfire aperçoivent la voiture et l'attaquent entre le village de Sainte-Foy-de-Montgommery et Vimoutiers, au lieu-dit La Gosselinaie (à 39 km de Bernay) où la route présente une assez longue ligne droite. Sérieusement blessé, Rommel est transporté dans le coma dans une pharmacie à Livarot, puis jusqu'à l'hôpital de campagne allemand de Bernay. Le diagnostic tombe dans la soirée : quatre fractures du crâne dont une à la base, des éclats au visage, une très longue indisponibilité. Après quelques jours, le 23 juillet, il est très faible mais reconnaît le capitaine Behr qui lui rend visite. Il est évacué vers l'hôpital militaire allemand du Vésinet en région parisienne. Il voudrait revenir sans délai au quartier général, mais il doit rester alité pendant au moins trois semaines.
Durant la Bataille de Normandie, Bernay est bombardée deux fois le 26 juillet 1944, tuant 29 personnes. En août 1944, la ville échappe aux bombardements des alliés en raison d'une épaisse couche nuageuse, préservant ainsi le centre historique.
Le 24 août 1944, Bernay est libérée sans combat par la 4e division du Canada, la Wehrmacht s'étant déjà retirée de la ville. Ces divers évènements expliquent pourquoi Bernay est une des rares villes normandes de moyenne importance à ne pas avoir été dévastée par le second conflit mondial.

## Politique et administration

### Rattachements administratifs et électoraux

#### Rattachements administratifs
La commune est  depuis 1801 le chef-lieu de l'arrondissement de Bernay du département de l'Eure.
Elle était de 1793 à 1985 le chef-lieu du canton de Bernay, année où celui-ci est scindé et la ville répartie entre les cantons de Bernay-Est et de Bernay-Ouest. Dans le cadre du redécoupage cantonal de 2014 en France, cette circonscription administrative territoriale a disparu, et le canton n'est plus qu'une circonscription électorale.

#### Rattachements électoraux
Pour les élections départementales, la commune est depuis 2014 le bureau centralisateur d'un nouveau canton de Bernay, dont la composition n'est pas la même que celle du canton qui existait jusqu'en 1985.
Pour l'élection des députés, elle fait partie de la troisième circonscription de l'Eure.

### Intercommunalité
Bernay était le siège de la communauté de communes de Bernay et des environs, un établissement public de coopération intercommunale (EPCI) à fiscalité propre créé fin 1999 et auquel la commune avait transféré un certain nombre de ses compétences, dans les conditions déterminées par le code général des collectivités territoriales.
Dans le cadre des dispositions de la loi portant nouvelle organisation territoriale de la République du 7 août 2015, qui prévoit que les établissements publics de coopération intercommunale (EPCI) à fiscalité propre doivent avoir un minimum de 15 000 habitants, cette intercommunalité a fusionné avec ses voisines pour former, le 1er janvier 2017, la communauté de communes dénommée Intercom Bernay Terres de Normandie, dont la ville est désormais le siège.

### Tendances politiques et résultats
Au second tour de l'élection du 16 mars 2008, la liste de droite conduite par Hervé Maurey l'emporte avec 50,71 % des voix (2 531 voix) contre 49,29 % (2 460 voix) à celle de la gauche,. Gilles Launay dépose un recours en annulation du scrutin pour non respect de l'article L-52 du code électoral. Le tribunal administratif de Rouen annule le 25 septembre 2008 l'élection et déclare M. Maurey inéligible pour un an au motif d'avoir comptabilisé dans son compte de campagne pour un montant très faible l'utilisation de photos du service municipal de communication. Après un recours d'Hervé Maurey au Conseil d'État, celui-ci, suivant l'avis  du rapporteur public qui relevait que le maire sortant ayant adressé à 77 familles d'une école privée une lettre ayant pu influencer les électeurs, tout en écartant l'inéligibilité, annule le scrutin de 2008.
Lors des élections qui s'ensuivent, le 13 septembre 2009, la liste Nouveau Centre d'Hervé Maurey obtient 50,97 % des suffrages au premier tour face à la liste conduite par Gilles Launay (PS).
Lors du premier tour des élections municipales de 2014 dans l'Eure, la liste UDI menée par le maire sortant obtient la majorité absolue des suffrages exprimés, avec 2 666 voix (59,33 %, 27 conseillers municipaux élus dont 15 communautaires), devançant très largement les listes menées respectivement par : 

- Gilles Launay 	(PS, 1 415 voix, 31,49 %, 5 conseillers municipaux élus dont 3 communautaires) ; 

- Pascal Didtsch 	(FG, 412 voix, 9,16 %, 1 conseiller municipal élu).

Lors de ce scrutin, 35,472 % des électeurs se sont abstenus.
Le 11 mars 2016, l'élection du président de la communauté de communes de Bernay et des environs ne se déroule pas comme prévu. Jean-Hugues Bonamy, 1er adjoint de Bernay, se retrouve face à Francis Viez, conseiller municipal de la majorité de Bernay. Francis Viez est élu président à 22 voix contre 10. Cette élection sonnant comme une trahison pour le maire de Bernay et son 1er adjoint, Hervé Maurey décide de démissionner le 14 mars 2016 de la mairie de Bernay et provoque une élection municipale partielle. C'est Jean-Hugues Bonamy qui expédie les affaires courantes jusqu'à son élection au fauteuil de maire le 22 mai 2016.
Lors du second tour des élections municipales de 2020 dans l'Eure,, la liste SE menée par Marie-Lyne Vagner obtient la majorité des suffrages exprimés avec 1 312  voix (40,19 %, 24 conseillers municipaux élus dont 11 communautaires), devançant les listes menées respectivement par, : 

- Ulrich Schlumberger (DVD, 1 260 voix, 38,60 %, 6 conseillers municipaux élus dont 3 communautaires) ; 

- Pascal Didtsch (DVG, 692 voix, 21,20 %, 3 conseillers municipaux élus dont 2 communautaires).

Lors de ce scrutin marqué par la pandémie de Covid-19 en France, 52,81 % des électeurs se sont abstenus.

### Liste des maires
| Période        | Période                       | Identité           | Étiquette                                          | Qualité |
| -------------- | ----------------------------- | ------------------ | -------------------------------------------------- | --- |
| septembre 1944 | septembre 1981                | Gustave Héon,      | Soc.ind. puis RPF puis UDSR puis RGR puis UDF-Rad. | Professeur de mathématiques, Résistant Nommé maire par le Comité départemental de Libération puis élu maire. Sénateur de l'Eure (1962 → 1981) Conseiller général de Bernay (1945 → 1979) Président du conseil général de l'Eure (1958 → 1979) Chevalier de la Légion d’Honneur Officier de l’Instruction publique Mort en fonction |
| novembre 1981  | mars 1983                     | Marie-Louise Hemet | UDF                                                | |
| mars 1983      | janvier 2003                  | Joël Bourdin       | UDF puis UMP                                       | Professeur de finance à l'Université de Caen Sénateur de l'Eure (1989 → 2014) Conseiller général de Bernay-Ouest (1985 → 2004) Vice-président du conseil général de l'Eure ( ? → 2004) Président de la CC de Bernay et des environs[Quand ?] Démissionnaire                                                                        |
| janvier 2003   | mars 2016                     | Hervé Maurey       | NC-UDI puis LC                                     | Chef d'entreprise Conseiller général de Bernay-Ouest (2004 → 2009) Sénateur de l'Eure (2008 → ) Conseiller régional de Normandie (2016 → ? ) Président de la CC de Bernay et des environs ( ? → 2016) Démissionnaire |
| mai 2016       | juillet 2020,                 | Jean-Hugues Bonamy | UDI                                                | Agent d'assurances Conseiller général de Bernay-Ouest (2009 → 2015) Conseiller départemental de Bernay (2015 → 2021) Vice-président du conseil départemental de l'Eure ( ? → 2021) Président de la CC de Bernay et des environs (2016 → 2017) Vice-président de la CC Intercom Bernay Terres de Normandie (2017 → 2020)            |
| juillet 2020   | En cours (au 5 décembre 2023) | Marie-Lyne Vagner  | SE-DVD                                             | Cheffe d'entreprise Vice-présidente de la CC Intercom Bernay Terres de Normandie (2020 → ) Conseillère départementale de Bernay (2021 → ) |

### Distinctions et labels
Elle a reçu le label « Villes et Pays d'art et d'histoire » par signature d'une convention avec l'État le 18 février 2012[réf. nécessaire].
En 2016, la commune de Bernay s'est vu décerner le label « Ville Internet @@@@ ».
En 2017, la commune a été labellisée « 3 fleurs » par le Conseil national de villes et villages fleuris de France.

### Jumelages
La ville de Bernay est jumelée avec :
- Haslemere (Royaume-Uni)
- Cloppenburg (Allemagne)
- Jennings (États-Unis)
- Canal Winchester (États-Unis)

## Équipements et services publics

### Enseignement
- Collège Le Hameau
- Collège Jeanne-d'Arc (collège privé)
- Collège Marie-Curie
- Lycée Saint-Anselme (lycée privé)
- Lycée Augustin-Fresnel
- Lycée Clément-Ader, séparé en deux sites, à l'emplacement de deux anciennes propriétés privées ; sur la commune de Menneval, le site Éole occupe le terrain sur lequel Victor Lottin de Laval, archéologue, chaudronnier  romancier et peintre orientaliste, possédait sa demeure des « Trois-Vals ».
- Maison familiale rurale
- Conservatoire de musique à rayonnement intercommunal (communauté de communes Bernay Terres de Normandie).

### Équipements sportifs
La ville possède plusieurs équipements sportifs[réf. nécessaire] :
- 6 terrains de football
- 2 terrains de rugby
- 9 courts de tennis dont 3 couverts
- 1 piscine
- 2 skatepark
- 2 salles de judo
- 1 gymnase
- 1 mur d'escalade

Souvent ces équipements sont gérés en accord avec le Sporting Club de Bernay (SCB).

## Population et société

### Démographie

#### Évolution démographique
L'évolution du nombre d'habitants est connue à travers les recensements de la population effectués dans la commune depuis 1793. Pour les communes de plus de 10 000 habitants les recensements ont lieu chaque année à la suite d'une enquête par sondage auprès d'un échantillon d'adresses représentant 8 % de leurs logements, contrairement aux autres communes qui ont un recensement réel tous les cinq ans,.

En 2022, la commune comptait 9 801 habitants, en évolution de −5,69 % par rapport à 2016 (Eure : −0,25 %, France hors Mayotte : +2,11 %).
| 1793  | 1800  | 1806  | 1821  | 1831  | 1836  | 1841  | 1846  | 1851  |
| ----- | ----- | ----- | ----- | ----- | ----- | ----- | ----- | ----- |
| 5 705 | 6 271 | 6 521 | 6 332 | 6 605 | 7 244 | 6 871 | 7 512 | 7 362 |

| 1856  | 1861  | 1866  | 1872  | 1876  | 1881  | 1886  | 1891  | 1896  |
| ----- | ----- | ----- | ----- | ----- | ----- | ----- | ----- | ----- |
| 7 237 | 7 566 | 7 510 | 7 281 | 7 643 | 7 989 | 8 310 | 8 016 | 7 966 |

| 1901  | 1906  | 1911  | 1921  | 1926  | 1931  | 1936  | 1946  | 1954  |
| ----- | ----- | ----- | ----- | ----- | ----- | ----- | ----- | ----- |
| 8 159 | 8 115 | 7 883 | 7 440 | 7 587 | 7 700 | 7 783 | 8 174 | 8 798 |

| 1962  | 1968   | 1975   | 1982   | 1990   | 1999   | 2006   | 2011   | 2016   |
| ----- | ------ | ------ | ------ | ------ | ------ | ------ | ------ | ------ |
| 9 349 | 10 009 | 10 539 | 10 548 | 10 582 | 11 024 | 10 635 | 10 288 | 10 392 |

| 2021  | 2022  | - | - | - | - | - | - | - |
| ----- | ----- | - | - | - | - | - | - | - |
| 9 622 | 9 801 | - | - | - | - | - | - | - |

#### Pyramide des âges
La population de la commune est relativement âgée.
En 2018, le taux de personnes d'un âge inférieur à 30 ans s'élève à 28,7 %, soit en dessous de la moyenne départementale (35,2 %). À l'inverse, le taux de personnes d'âge supérieur à 60 ans est de 36,7 % la même année, alors qu'il est de 25,5 % au niveau départemental.
En 2018, la commune comptait 4 406 hommes pour 5 545 femmes, soit un taux de 55,72 % de femmes, largement supérieur au taux départemental (51,26 %).
Les pyramides des âges de la commune et du département s'établissent comme suit.
| Hommes | Classe d’âge | Femmes |
| ------ | ------------ | ------ |
| 1,2    | 90 ou +      | 4,0    |
| 8,2    | 75-89 ans    | 15,0   |
| 20,3   | 60-74 ans    | 23,4   |
| 20,0   | 45-59 ans    | 19,1   |
| 16,0   | 30-44 ans    | 14,3   |
| 17,8   | 15-29 ans    | 12,7   |
| 16,4   | 0-14 ans     | 11,6   |

| Hommes | Classe d’âge | Femmes |
| ------ | ------------ | ------ |
| 0,6    | 90 ou +      | 1,6    |
| 6,4    | 75-89 ans    | 8,8    |
| 17,3   | 60-74 ans    | 18,1   |
| 20,7   | 45-59 ans    | 20     |
| 18,8   | 30-44 ans    | 18,6   |
| 16,3   | 15-29 ans    | 14,5   |
| 20     | 0-14 ans     | 18,3   |

### Manifestations culturelles et festivités
- Festival Côté cour - Côté jardin (festival des arts de la rue)
- Tracteur Pulling
- Festival de la marionnette
- Participe aux journées européennes du patrimoine
- Participe aux rendez-vous aux jardins depuis 2012
- Participe à la nuit européenne des musées

Bernay est une étape du pèlerinage du mont Saint-Michel (itinéraire culturel du Conseil de l'Europe) sur le chemin venant d'Amiens par Le Bec-Hellouin et Brionne.

## Économie
La ville possède une antenne de la Chambre de commerce et d'industrie de l'Eure.

## Culture locale et patrimoine

### Lieux  et monuments

#### Monuments historiques
- Abbaye Notre-Dame de Bernay (place Gustave-Héon) (XIe et XVIIe)  Classé MH (1862)  Inscrit MH (1965)  Inscrit MH (1999)[77]. L'abbaye Notre-Dame de Bernay est un des plus vénérables édifices romans de Normandie. Elle fut bâtie au premier quart du XIe siècle, par Judith de Bretagne, épouse de Richard II, duc de Normandie. Construite en tuf, elle se signale par la beauté de ses élévations dont les grandes arcades ont retrouvé leurs belles proportions. Ses chapiteaux richement sculptés s'apparentent à ceux de l'École de Bourgogne. Le logis abbatial (XVIe et XVIIe siècles) est occupé par le musée des Beaux-Arts. Les bâtiments conventuels, reconstruits par Guillaume de La Tremblaye, servent aujourd'hui d'hôtel-de-Ville, tribunaux et MJC[78].
- Église Sainte-Croix (XVe), rue Thiers, place Sainte-Croix  Inscrit MH (1927)[79]. Construite pour être l'église paroissiale de la baronnie de Bernay, l'église Sainte-Croix a subi des remaniements réguliers au cours du temps, notamment aux XVIe, XVIIIe et XIXe siècles. Les vitraux proviennent de l'atelier Duhamel Marette à Évreux et le mobilier est originaire de l'abbaye Notre-Dame du Bec, au Bec-Hellouin.
- Église Notre-Dame de la Couture (XVe), rue du Repos  Classé MH (1906)[80]. Selon la légende, un mouton aurait déterré une statuette de la Vierge dans un hameau appelé La Culture (devenu ensuite La Couture). Cette découverte est le début d'un pèlerinage et conduit à la construction d'une chapelle, érigée en église au XIIIe siècle. Cette église est reconstruite aux XIVe et XVe siècles, puis agrandie au XVIe siècle. Elle devient une basilique en 1950 sous Jean XXIII. Elle est ornée de vitraux datant du Moyen Âge au XIXe siècle. Ses murs ont un décor peint de la fin du XIXe siècle.
- Hôtel de la Gabelle (XVIIIe), rue du Général-De-Gaulle, place de Verdun  Inscrit MH (1928)  Inscrit MH (1964)[81]. Cet hôtel abrita jusqu'en juin 2010 le Conservatoire de musique à Rayonnement Intercommunal de la communauté de communes de Bernay et ses environs (transféré en août 2010 aux anciens abattoirs restaurés).
- Couvent des Cordeliers, rue de la Comédie (dans le périmètre de protection des monuments historiques du centre ville). Ce couvent de l'ordre franciscain fut fondé en 1275. Il se distingue par un hourdis constitué de briques et pierres (silex, calcaire, …), disposées en motifs décoratifs avec les monogrammes CF (Cordeliers Franciscains) ainsi que des symboles religieux[82].
- Hôpital Anne de Ticheville, rue Anne-de-Ticheville/rue de Lisieux (protégé par le périmètre de protection des monuments historiques du centre ville). Construit entre 1701 et 1706, pour accueillir les indigents de la ville et des environs, il est agrandi aux XIXe siècle (extension du bâtiment principal), XXe siècle (pavillons) et XXIe siècle (bâtiments en béton).
- Rubannerie Gallant, rue Bernard-Gombert. Partiellement réaffectée en logements avec garages et bureaux.

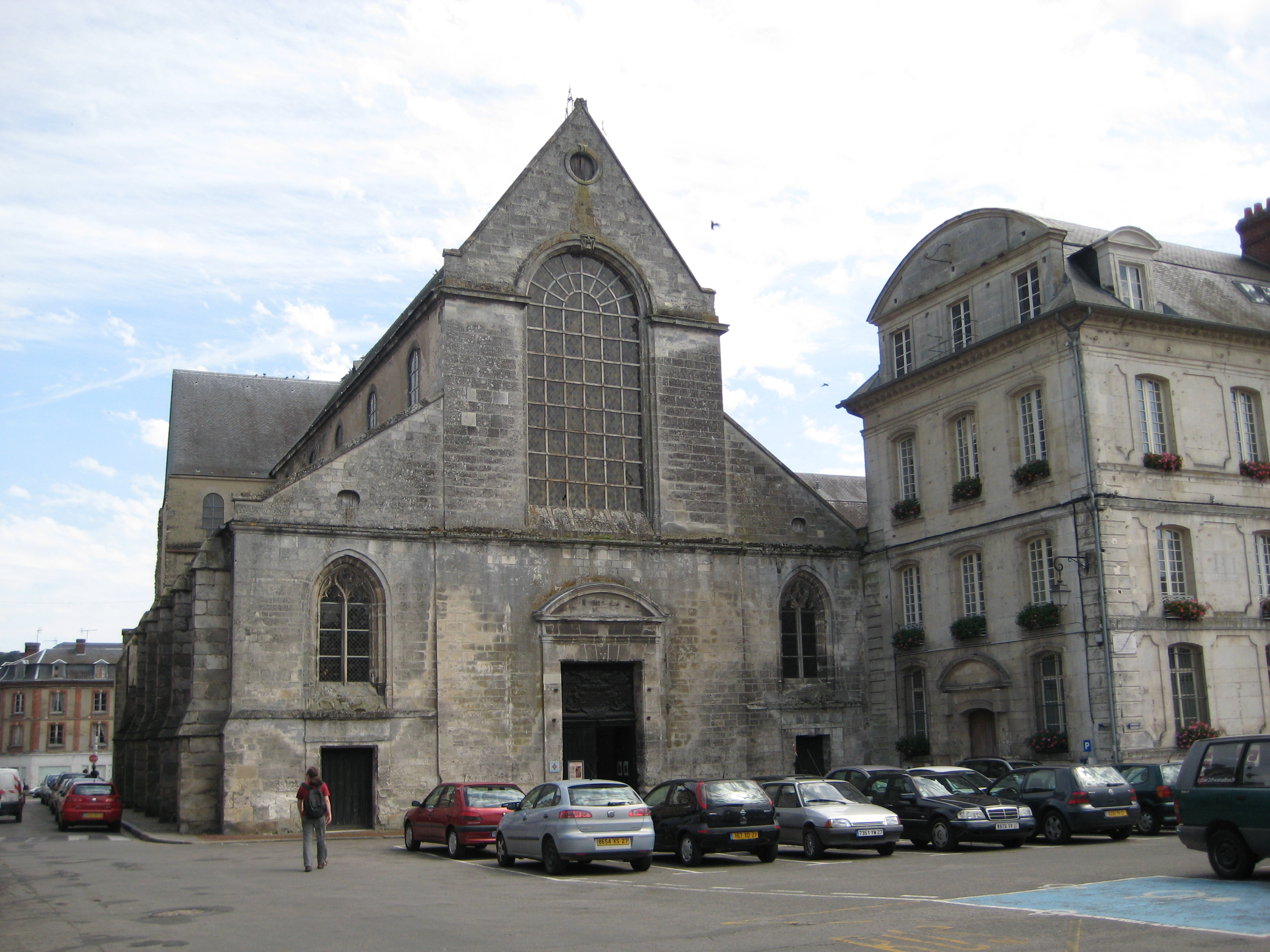
Façade ouest de l'abbatiale Notre-Dame et bâtiment conventuel à droite (mairie actuelle).
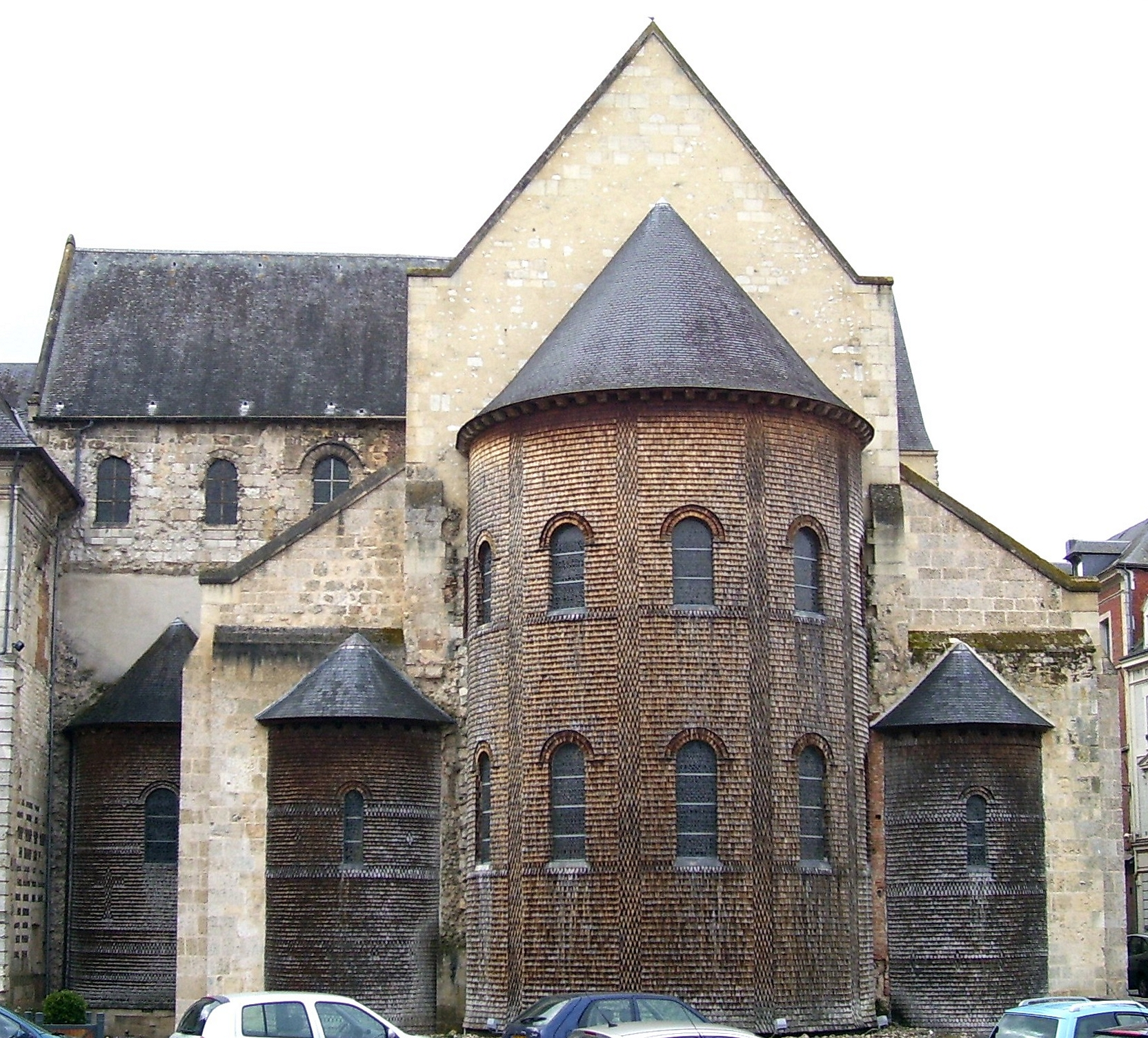
Façade est de l'abbatiale Notre-Dame, chevet bénédictin avec trois absides à plan échelonné.
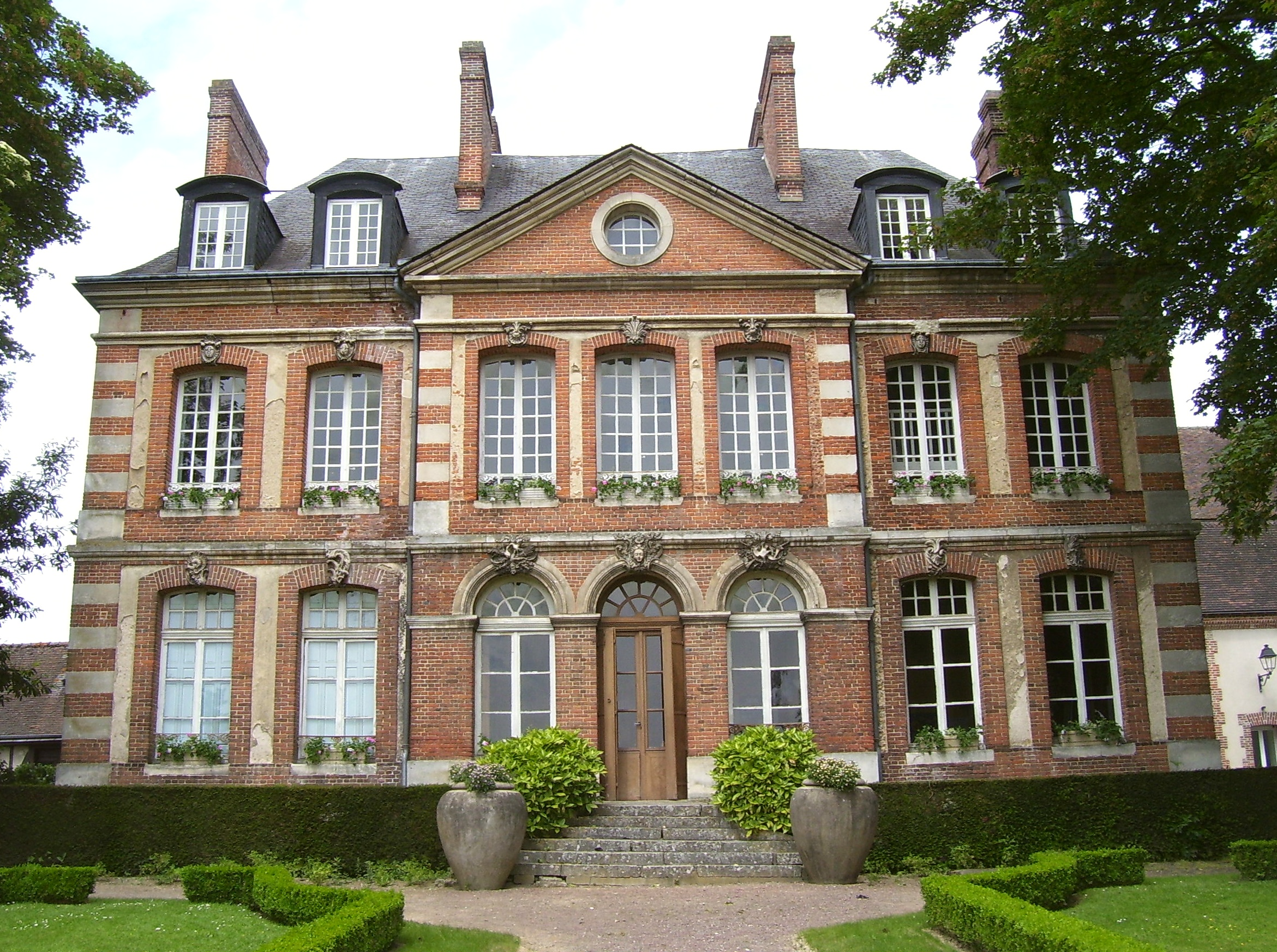
Hôtel de la Gabelle édifié vers 1750.
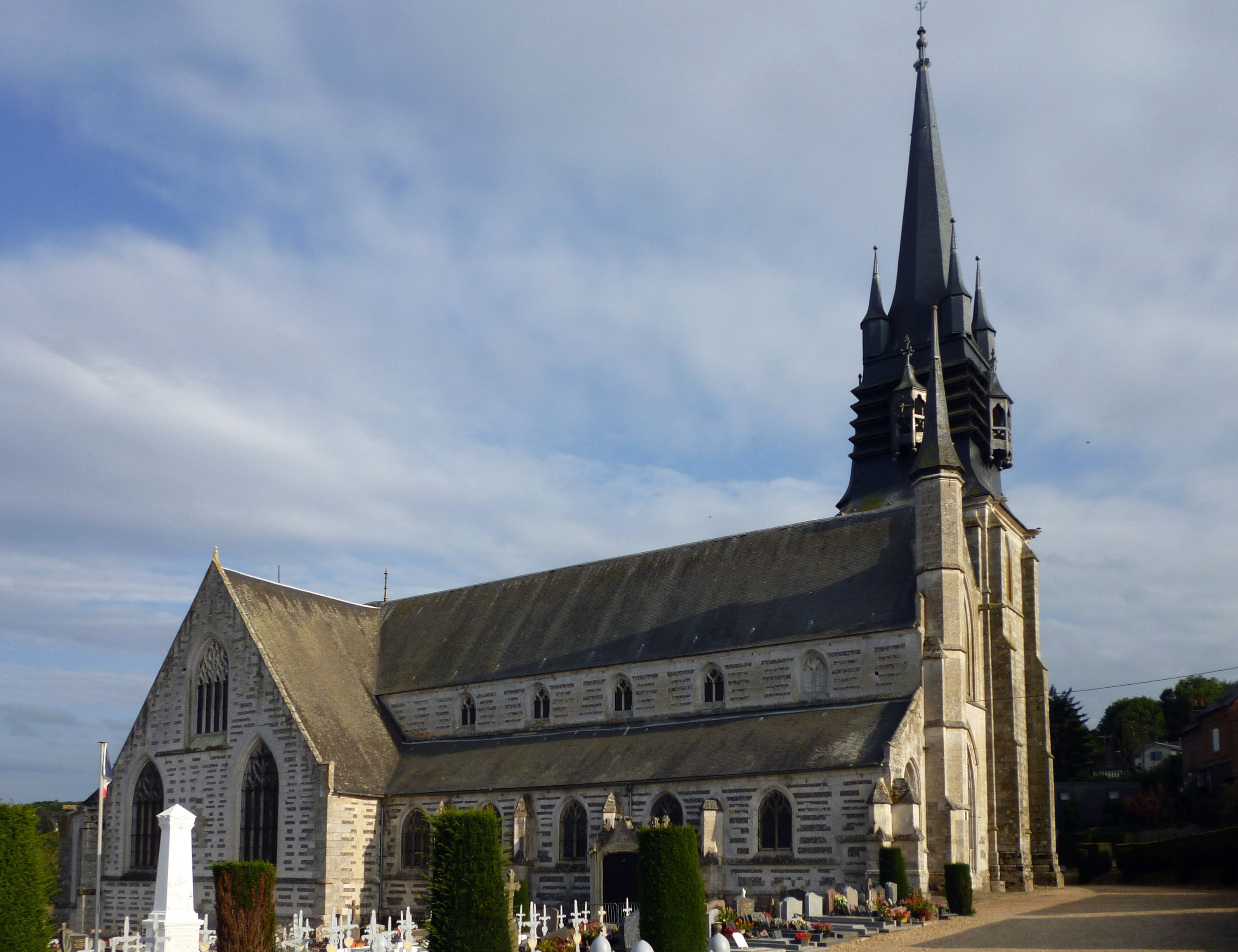
Basilique Notre-Dame de la Couture.
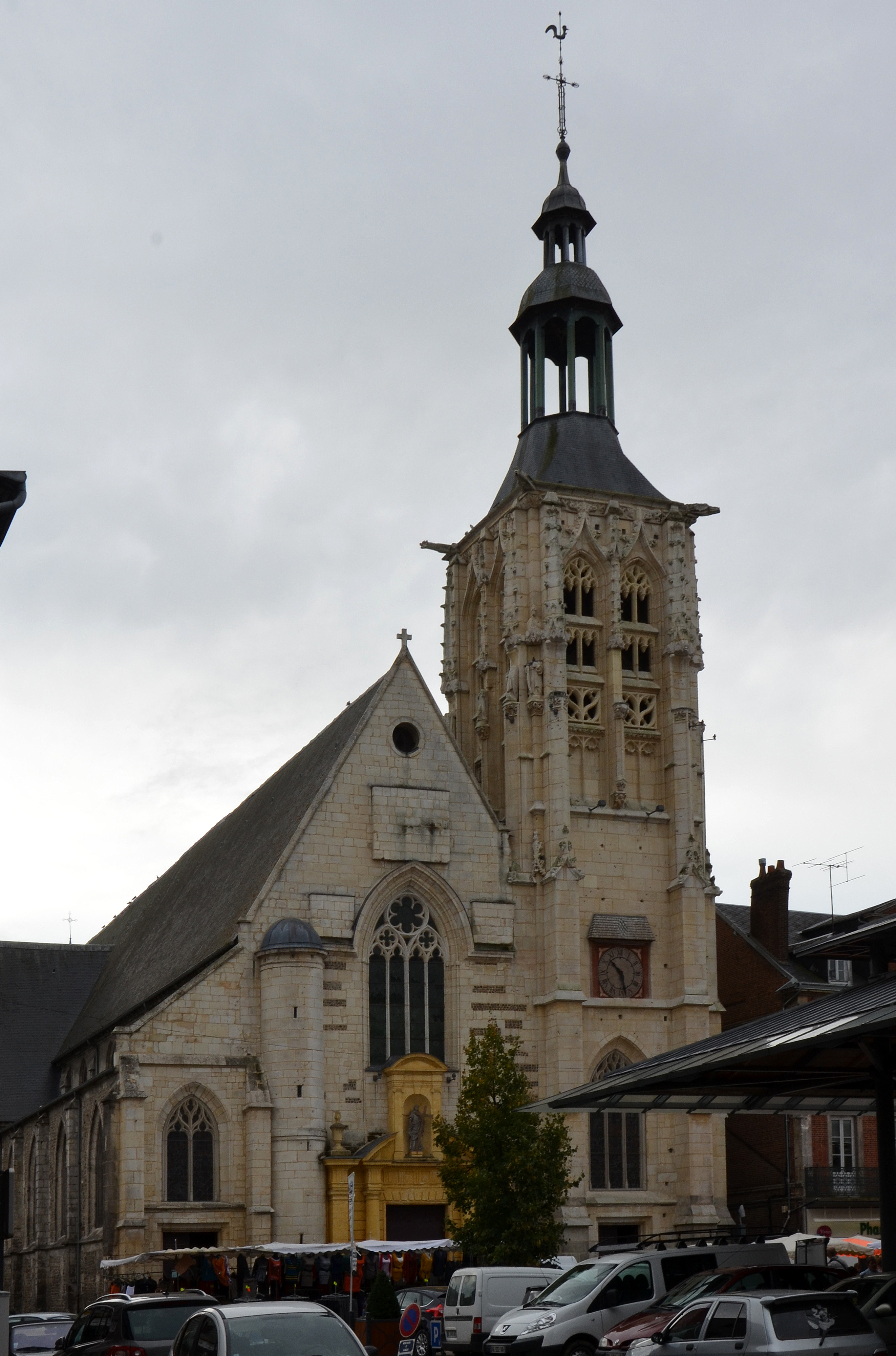
Église Sainte-Croix.

#### Autres monuments anciens

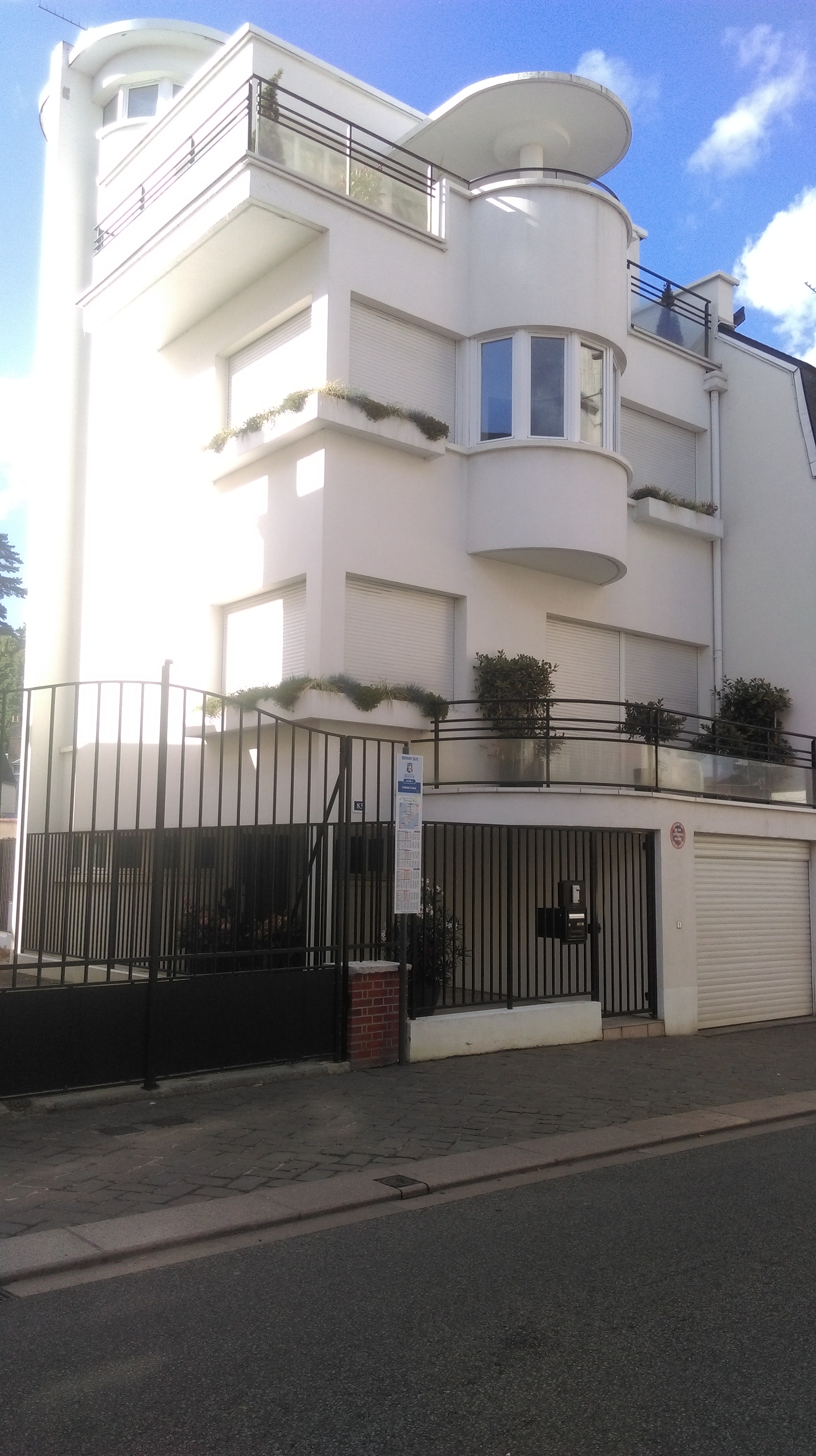
Façade de la maison dite Paquebot vue de la Rue Thiers

- Musée des beaux-arts, place Guillaume-de-Volpiano. Attenant à l'abbatiale et au jardin public, ce musée fut créé en 1868 à l'occasion d'une exposition d'une importante collection de faïences. Depuis, les collections se sont diversifiées et couvrent de nombreux aspects des beaux-arts : faïences du XVIe siècle, mobilier des XVIIe et XVIIIe siècles, peintures et sculptures du XVIe au XIXe siècle, archéologie égyptienne, art gallo-romain, art contemporain, art religieux, etc.
- La Maison Paquebot, 83 rue Thiers. Dessinée en 1930 par l'architecte local André Perrée pour un notable de la ville, cette maison est la première de Bernay à être construite en béton. Elle est un bel exemple du style « paquebot » caractérisé par des façades épurées, animées par des formes courbes, de longues lignes, des superpositions de balcons et terrasses[83]. L'édifice bénéficie du label « Patrimoine du XXe siècle »[84].
- Centre culturel multimédia. Cette médiathèque, sur les bords de la Charentonne, occupe l'ancien moulin de la Grosse Tour. Cet édifice a été réhabilité et agrandi, confrontant une architecture du XIXe siècle et son extension en béton et verre. Elle est parée en briques, bois, verre et métal.
- Théâtre Édith-Piaf. Construit en 1872, le théâtre a été successivement une école, un gymnase, une halle au lin et une caserne. En 1889, il devient une salle de spectacles et en 1929, un cinéma-théâtre[85].
- Temple de style néo-roman du culte antoiniste. Situé 4 rue Anne-de-Ticheville, il fut dédicacé le 16 septembre 1951[86].
- Cité-jardin dite « des Abattoirs »[87]. Cité d'habitations à bon marché (HBM) composée d'un immeuble de logements de style Art déco et de pavillons conçus par l'architecte diplômé Fernand Rimbert[88],[83]. L'ensemble bénéficie du label « Patrimoine du XXe siècle »[84].
- Conservatoire de musique. Dans d'anciens abattoirs municipaux construits en 1890-1891, la communauté de communes de Bernay et ses environs a créé un conservatoire intercommunal de musique[83].

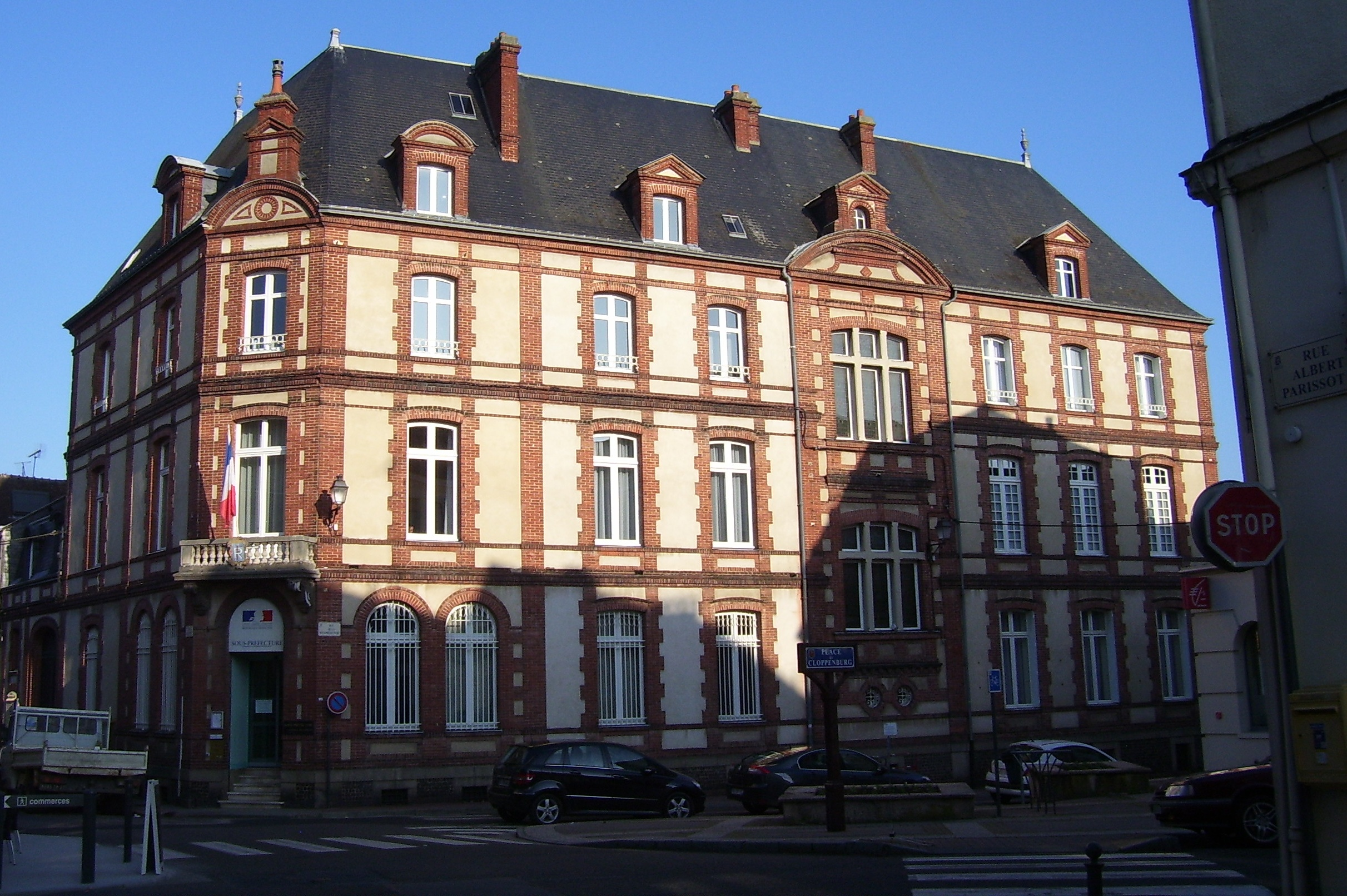
Hôtel de la sous-préfecture.

- Ancienne cidrerie, 25 rue Gambetta. Au XIXe siècle, l'industriel Lecomte construit une cidrerie en briques. Elle est vendue à la ville et transformée en caserne au début du XXe siècle. Elle devient ensuite arsenal des pompiers avant d'être reconvertie en immeuble de logements et boutiques en 2009[83].
- Ancien hôtel particulier avec office notarial, actuellement sous-préfecture, place de Cloppenbourg. XIXe siècle[83].
- Pont de Boucheville. Pont du XVIIIe siècle construit au-dessus du lit naturel de la Charentonne.
- Pont de l'Abbatiale. Pont créé au XIXe siècle au-dessus d'une dérivation de la Charentonne, pour prolonger la nouvelle rue, dite de l'Abbatiale devant l'ancien moulin de l'abbaye (moulin de la Grosse Tour, actuellement médiathèque).
- Gare ferroviaire, du milieu du XIXe siècle. Gare de la ligne Paris-Cherbourg, édifice d'origine de la ligne ouverte jusqu'à Bernay en 1855.
- Lavoir public, rue du Chanoine-Porée. Lavoir couvert, alimenté par un ruisseau sourdant du plateau du Lieuvin, encore équipé de ses étendoirs à linge. XIXe siècle.
- Lavoir public, ruelle des Lavandières. Lavoir couvert alimenté par une source. XIXe siècle.
- Tuerie, ruelle du Cagnard. Pavillon d'abattage des animaux pour la consommation alimentaire.
- Deux lavoirs à plancher ajustable, sur la Charentonne, face à la ruelle des Prés. XIXe siècle.
- Maison de la grand-mère paternelle d'Édith Piaf. La future chanteuse y a passé quelques années de sa jeunesse, avant que son père, saltimbanque, vienne la récupérer pour l'emmener avec lui dans ses tournées.

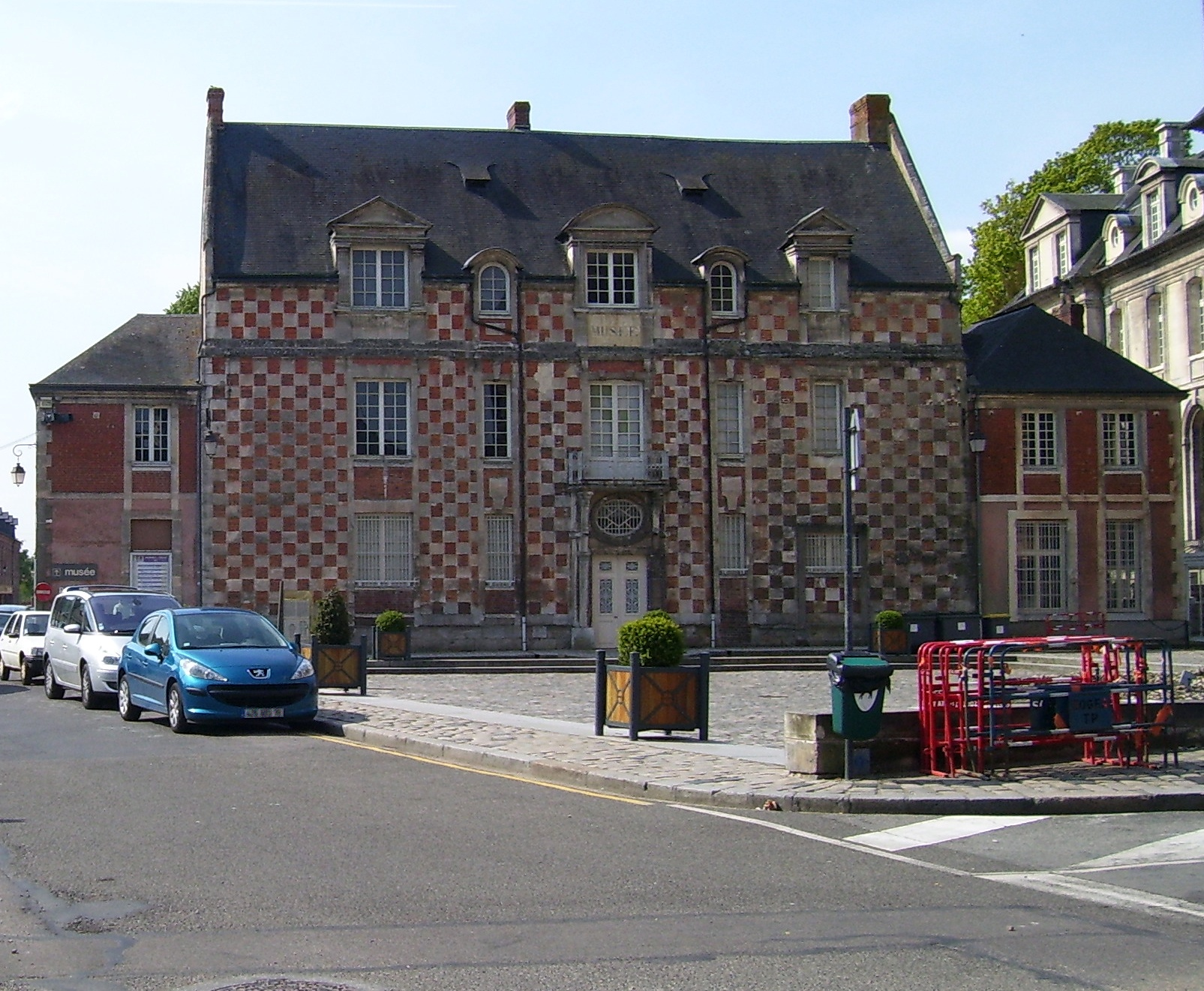
Musée de Bernay, bâtiment conventuel de la fin du XVIe siècle, à l'est de l'ancienne abbaye.
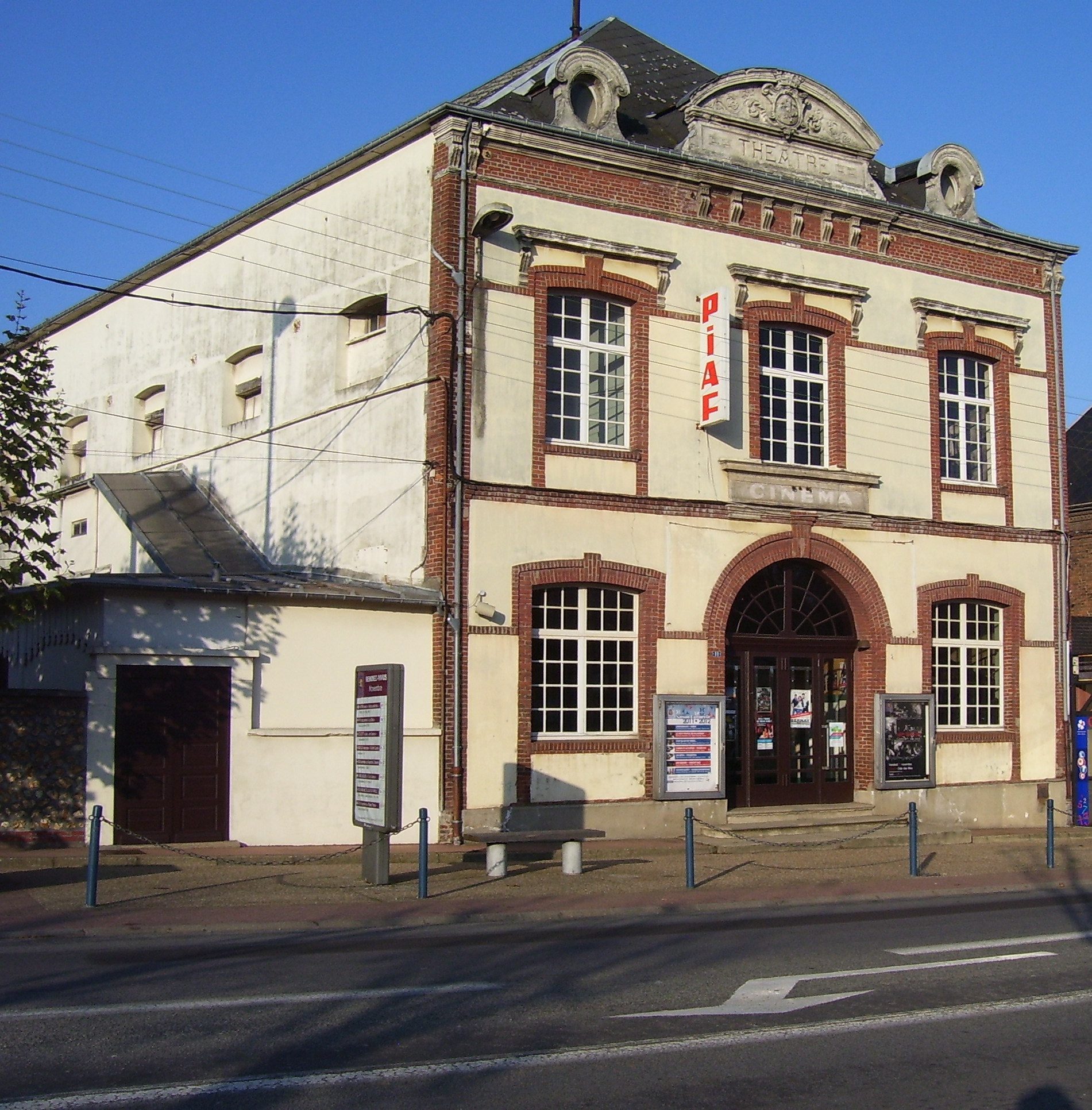
Théâtre Édith-Piaf
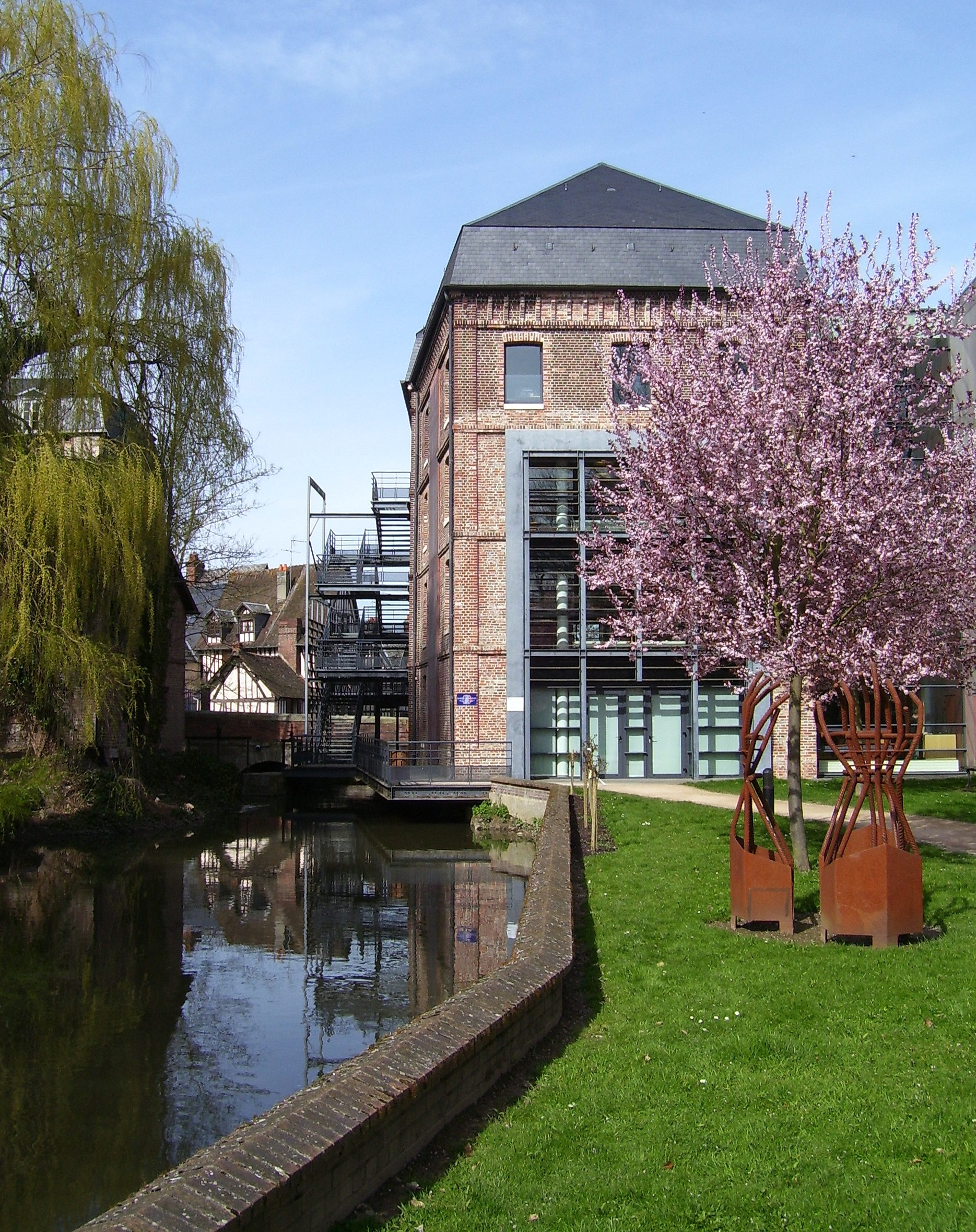
Centre culturel multimédia.
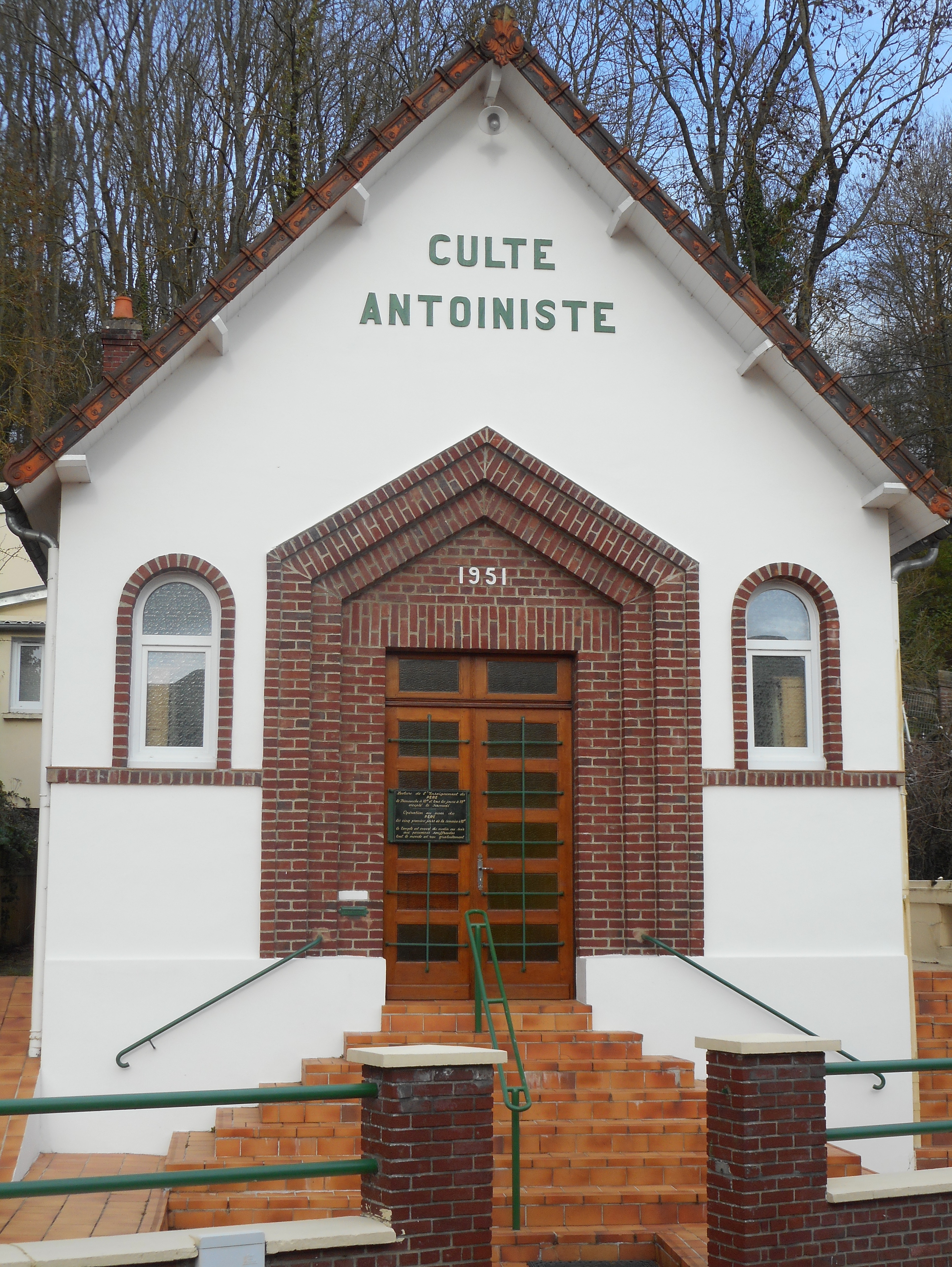
Temple antoiniste.
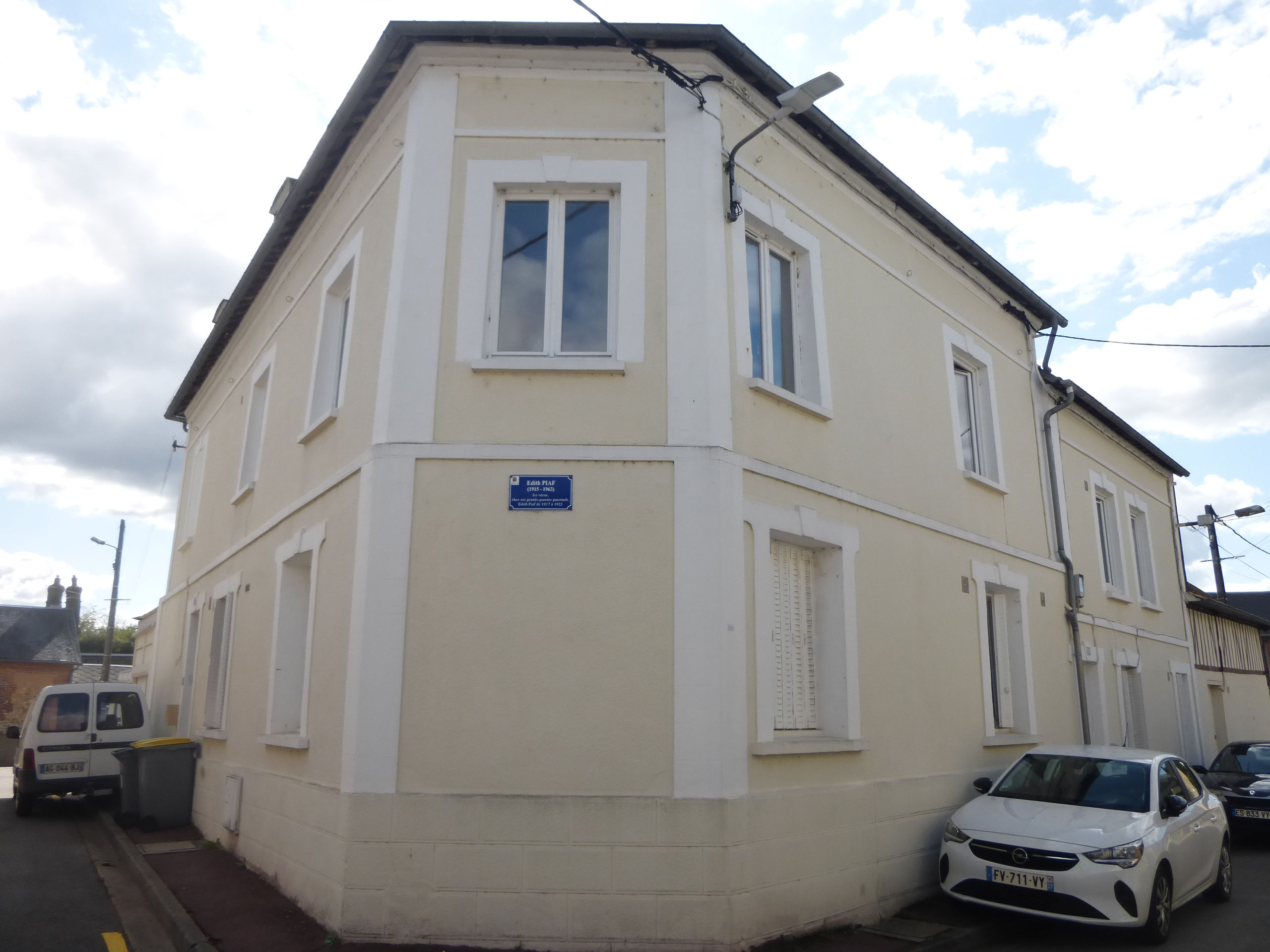
Maison de la grand-mère d'Édith Piaf.

#### Maisons à pan de bois
La ville de Bernay, relativement épargnée par les bombardements de la Seconde Guerre mondiale, compte encore environ 350 maisons à colombages dont certaines sont inscrites au titre des monuments historiques. Ces maisons, qui peuvent remonter au Moyen Âge, sont souvent décorées de motifs sculptés ou de personnage et sont, parfois, couvertes par des essentes (tuiles ou lames apposées verticalement sur les façades afin de les protéger des intempéries, généralement en bois puis ardoise).
- Maison à entresol, 6 rue Auguste-Leprevost : (XVIe siècle)  Inscrit MH (1927)  Classé MH (1957)[90].
- Maison à portail orné d'un gable à feuillages, 8 rue Auguste Leprevost (XVIe siècle)  Inscrit MH (1927)[91].
- Maison à pans de bois, limite XVe – XVIe siècles, rez-de-chaussée remanié, 10 rue Auguste Leprevost.
- Bâtiment à pans de bois en épis, époque moderne, non numéroté, rue Auguste Leprevost.
- Maison à pans de bois, 16 rue de Lisieux/rue des Sources (XVIe siècle)  Inscrit MH (1933)[92].
- Maison à pans de bois, 5 rue des Sources/ruelle Bucaille (XVIe siècle)  Inscrit MH (1933)[93].
- Maison dite « du comte d'Alencon », 6 rue Thiers (XVIe siècle)  Inscrit MH (1933)[94]. Décor de colonnettes, engoulants, bustes de femmes et personnages , partiellement conservé.
- Maison à décor Renaissance, dite « ancien hôtel de ville », 9 rue Thiers. Décor de feuillages, vases, bustes d'hommes et de femmes, saints.
- Hôtel de l'engagiste royal, rue Thiers (visible de la place de l'Ancien-Hôtel-Dieu). Hourdis en tuiles, décor de colonnettes.
- Maison à décor néogothique, 31 bis boulevard Dubus. Décor de personnages.
- Maison à décor néogothique, 14 rue Albert-Glatigny. Décor de personnages.
- Maison à colombages (époque moderne ?) 16 rue Albert-Glatigny.
- Maison 1re moitié du XXe siècle, à l'angle des rues de la Victoire et de la Comédie.
- Maisons avec boutiques en rez-de-chaussée XVe – XIXe siècles, rue Gaston Follope.
- Maison à pans de bois, typologie de la fin du Moyen Âge, 3 rue de Geôle.
- Maison à pans de bois (rez-de-chaussée remanié), à pignon sur rue, XVe - XVIe siècle.
- Immeubles à colombage, croix de saint André et ailes de moulin, décor sculpté de bustes, atlantes, berger (époque moderne).
- 26 rue Assegond, maison avec porte cochère pour voiture (modifiée), XXe siècle.
- Ensemble d'immeubles à pans de bois, XXe siècle, à l'angle des rues Assegond et du Cosnier.
- Maison à pans de bois, XVIe siècle, façade sur rue reconstruite, 55 rue du Chanoine-Porée.
- Maison à pans de bois à pignon sur rue, fin XVe - début XVIe siècle, 57 rue du Chanoine-Porée.
- Maison à colombages, place Lobrot/rue Judith-de-Bretagne (visible depuis le pont de la Charentonne), fin de l'époque moderne/ début du XIXe siècle (?).

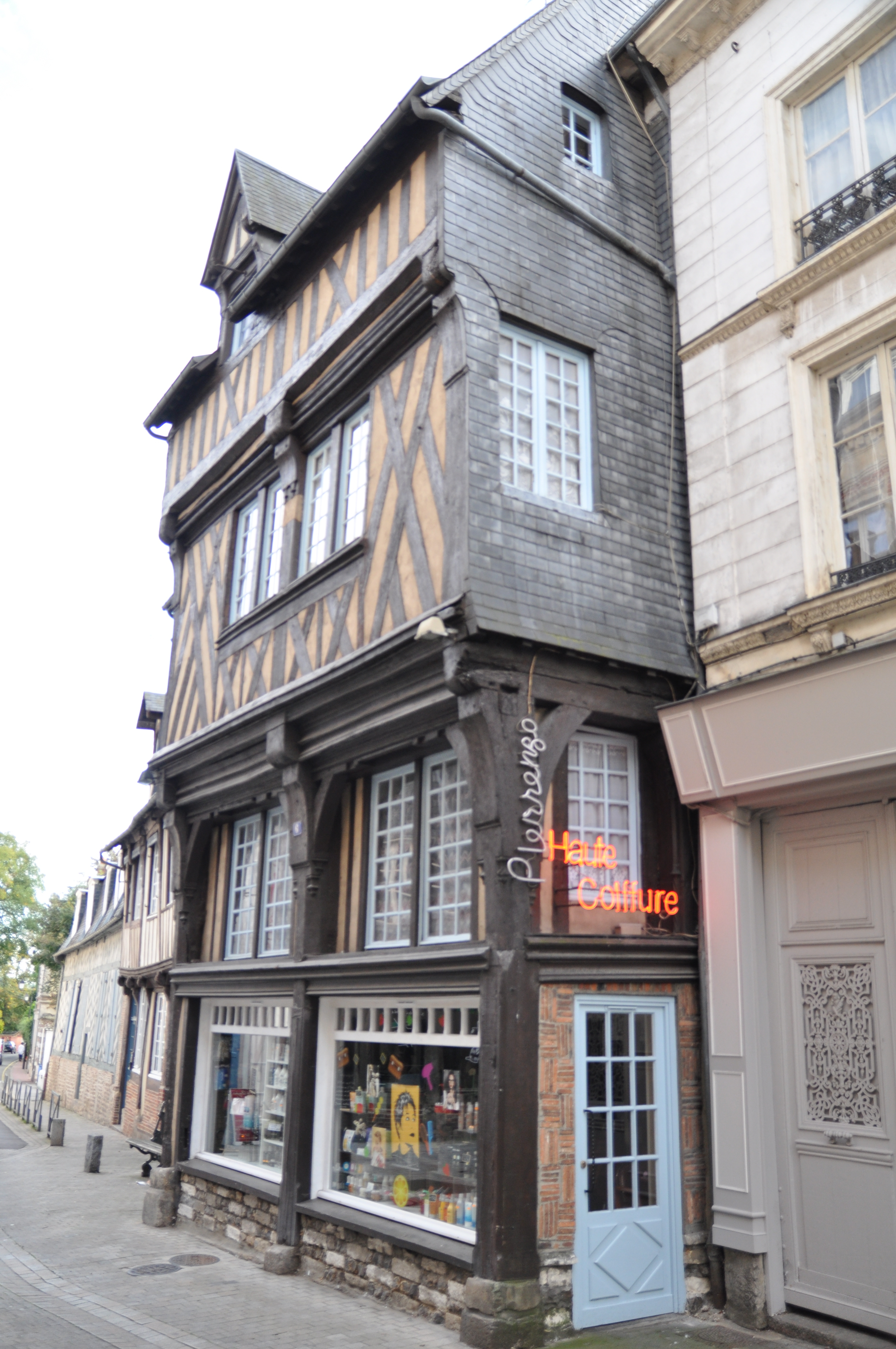
Immeuble du 6 rue Auguste-Leprevost.
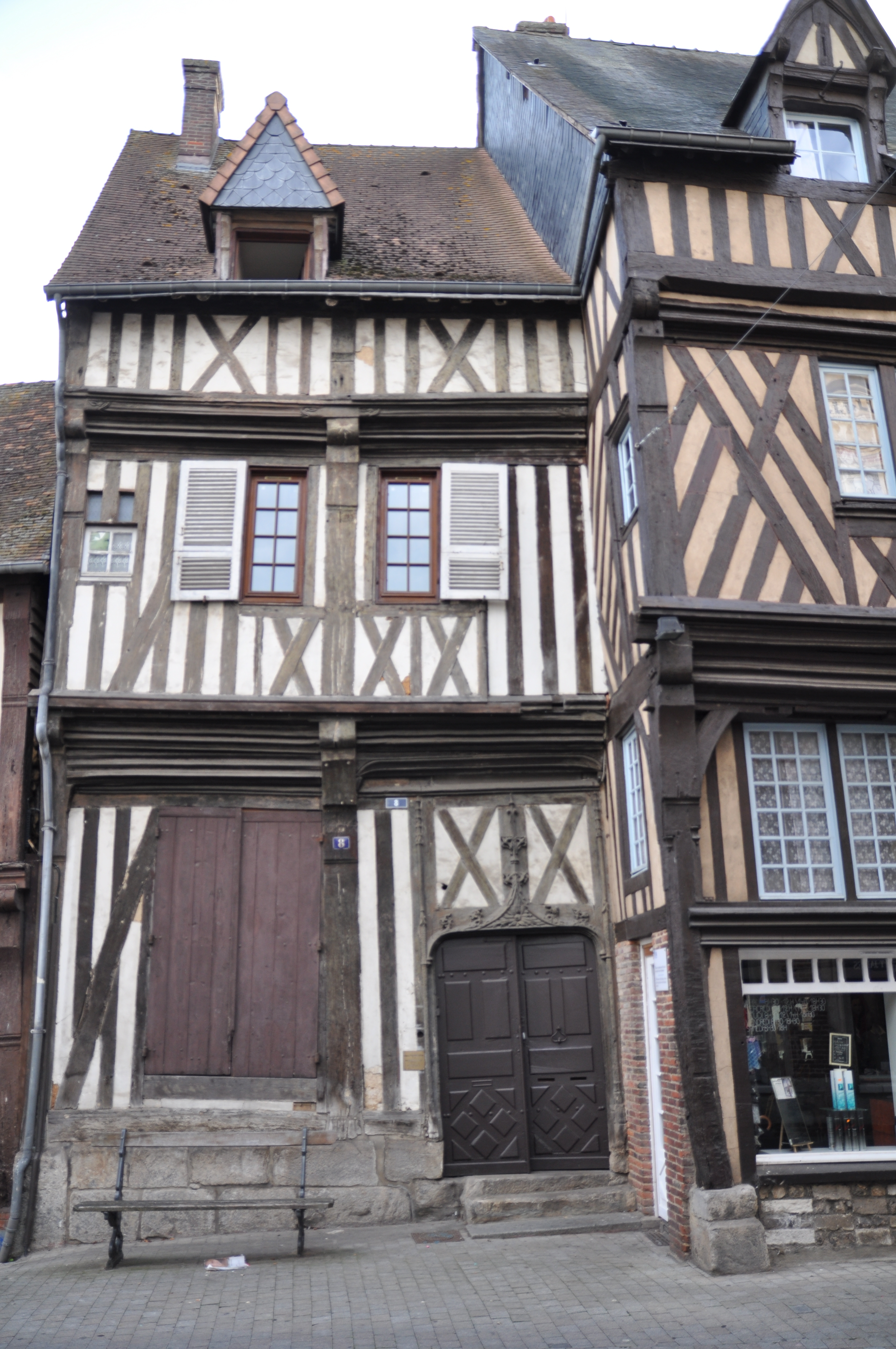
Immeuble du 8 rue Auguste-Leprevost.
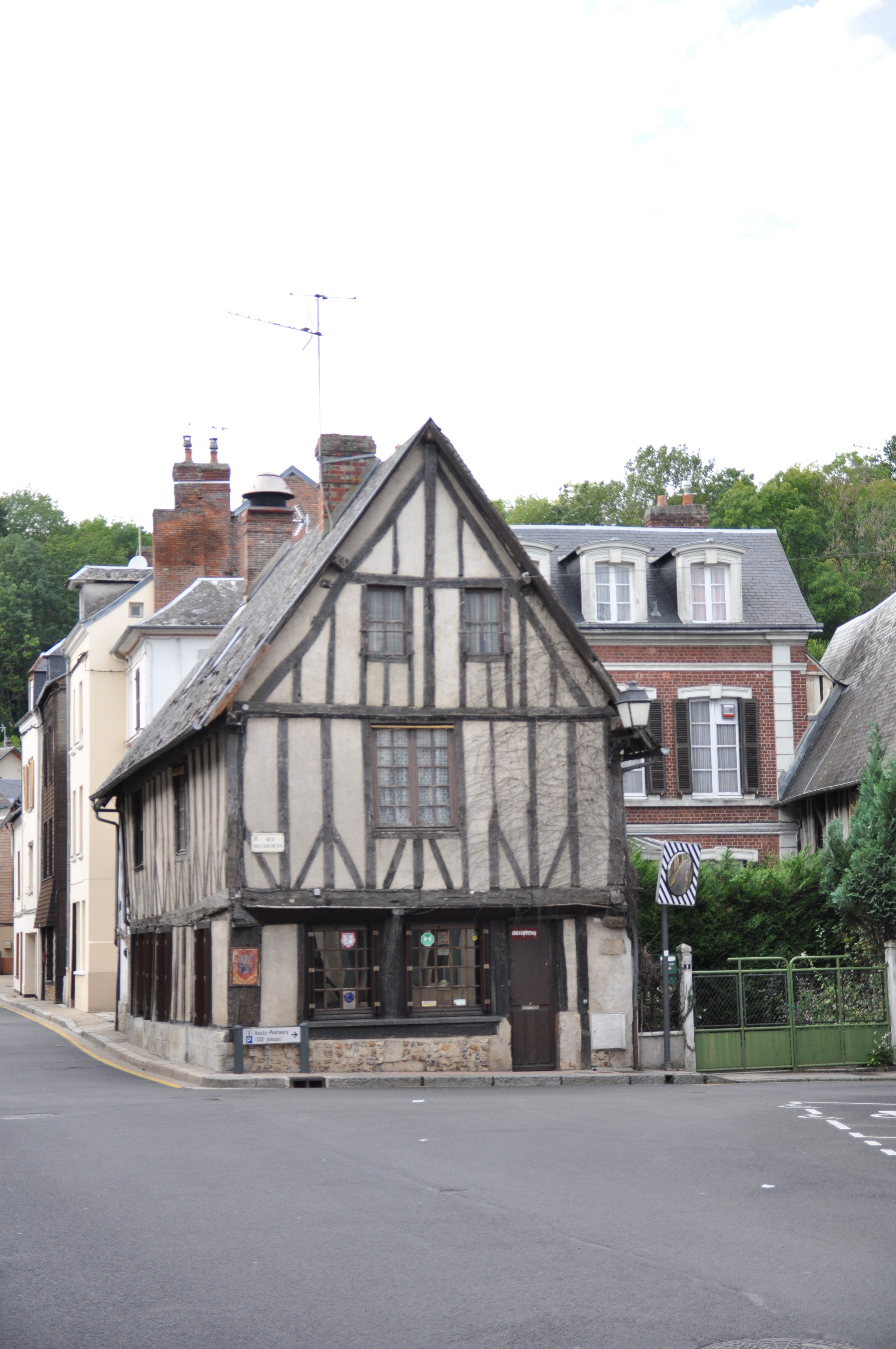
Maisons à pans de bois située au 16 rue de Lisieux.
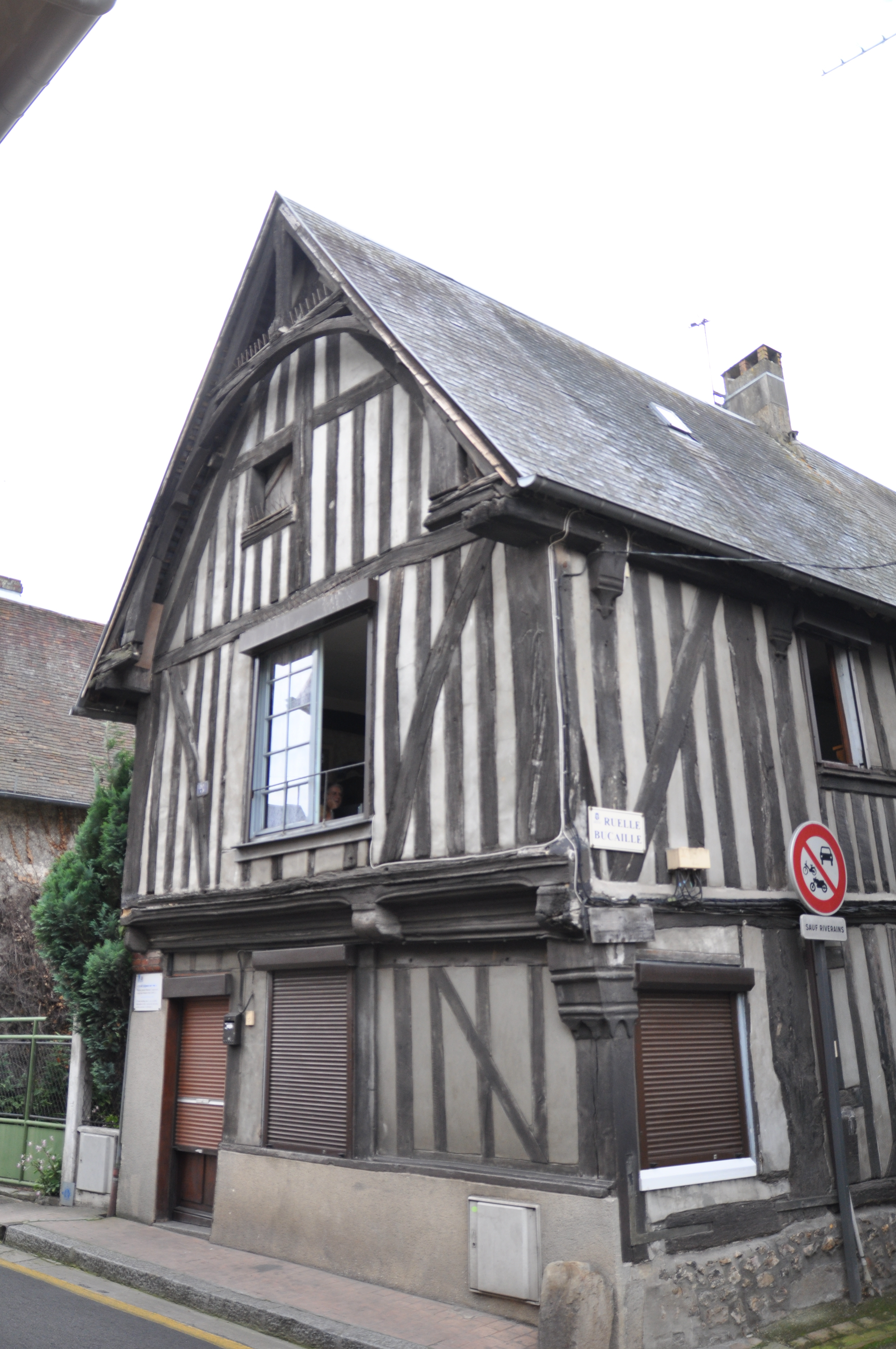
Maisons à pans de bois située au 5 rue des Sources.
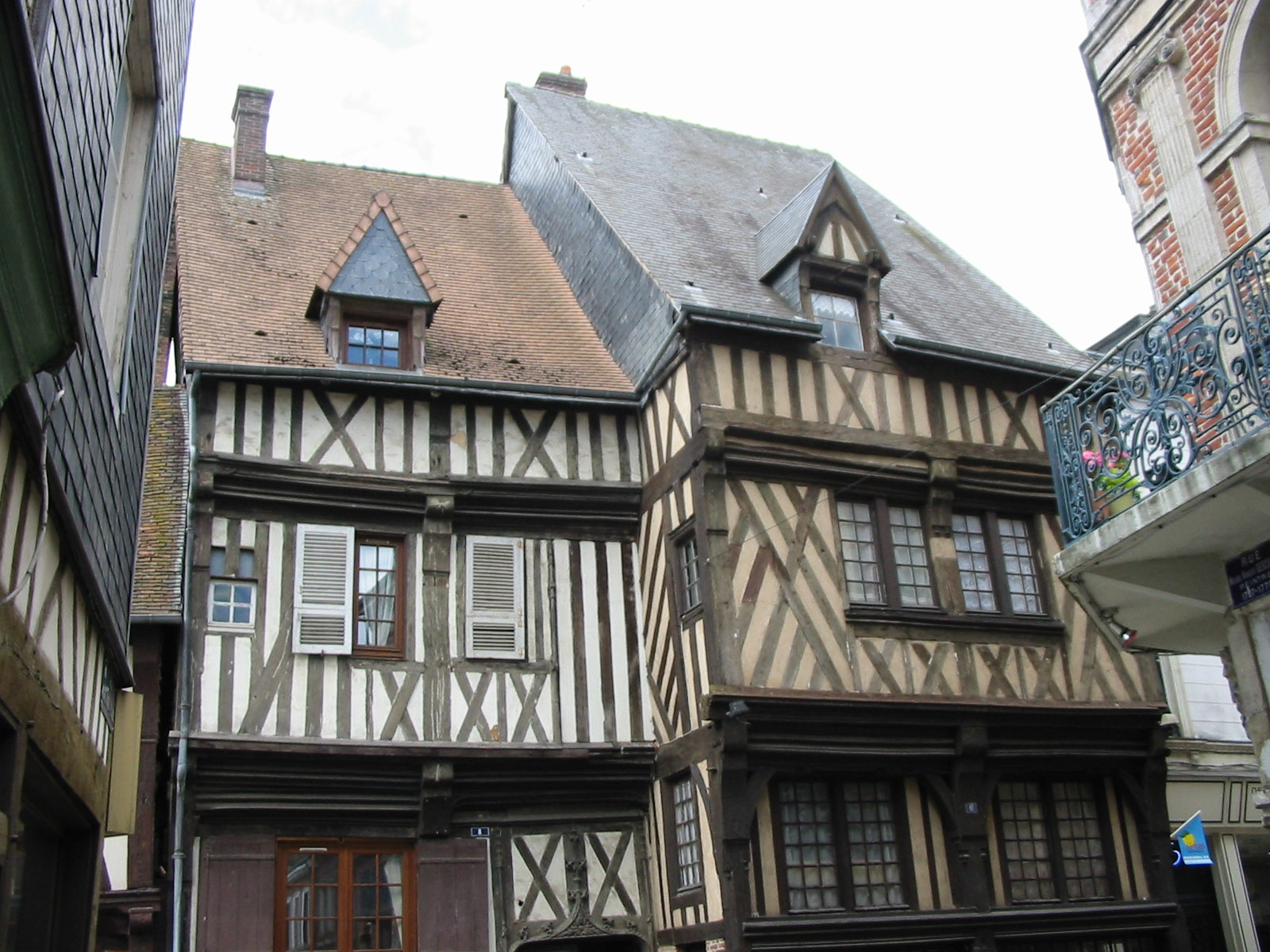
Maisons de type médiéval à encorbellements.
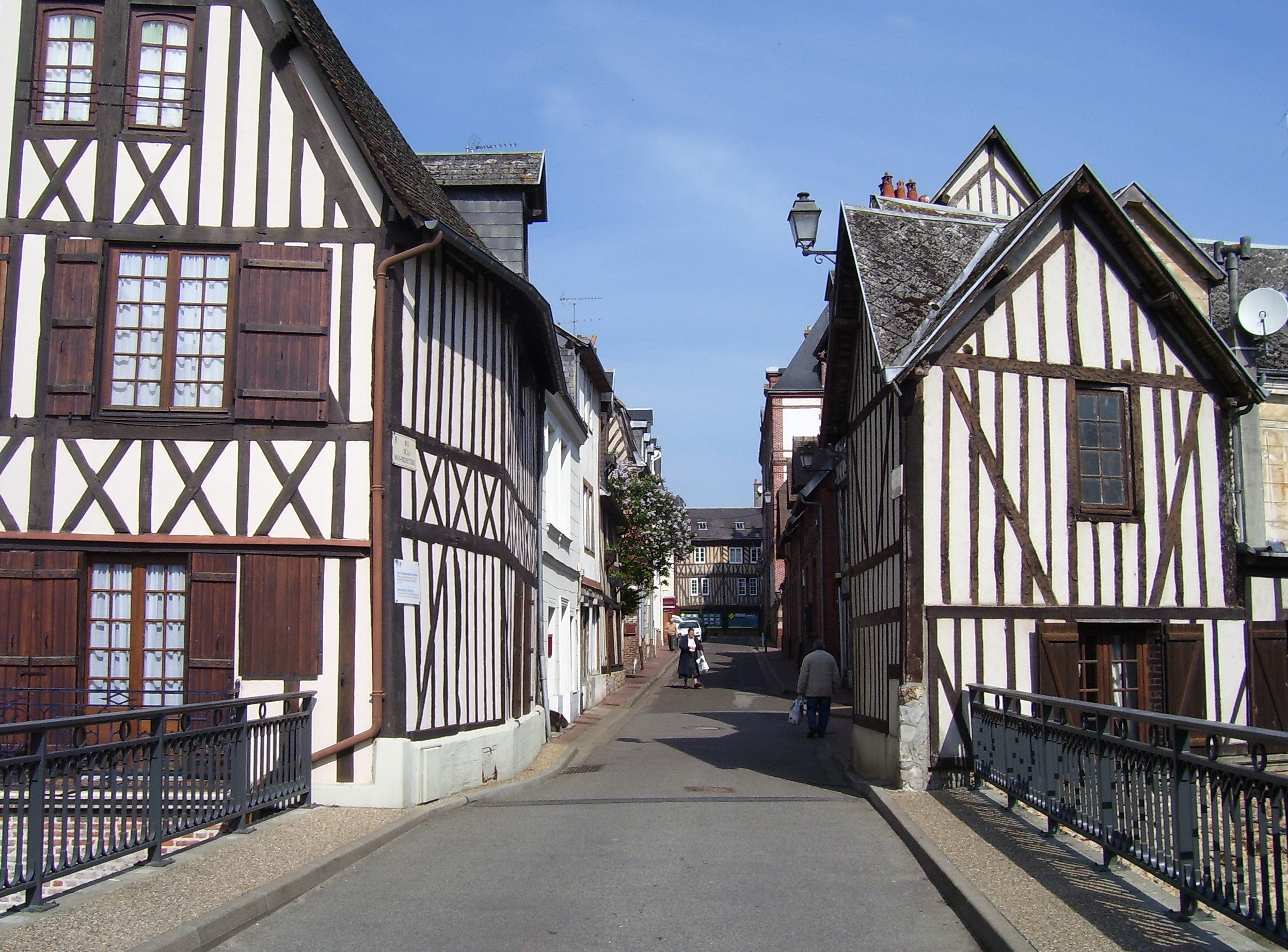
Ancien emplacement d'une porte de la ville.
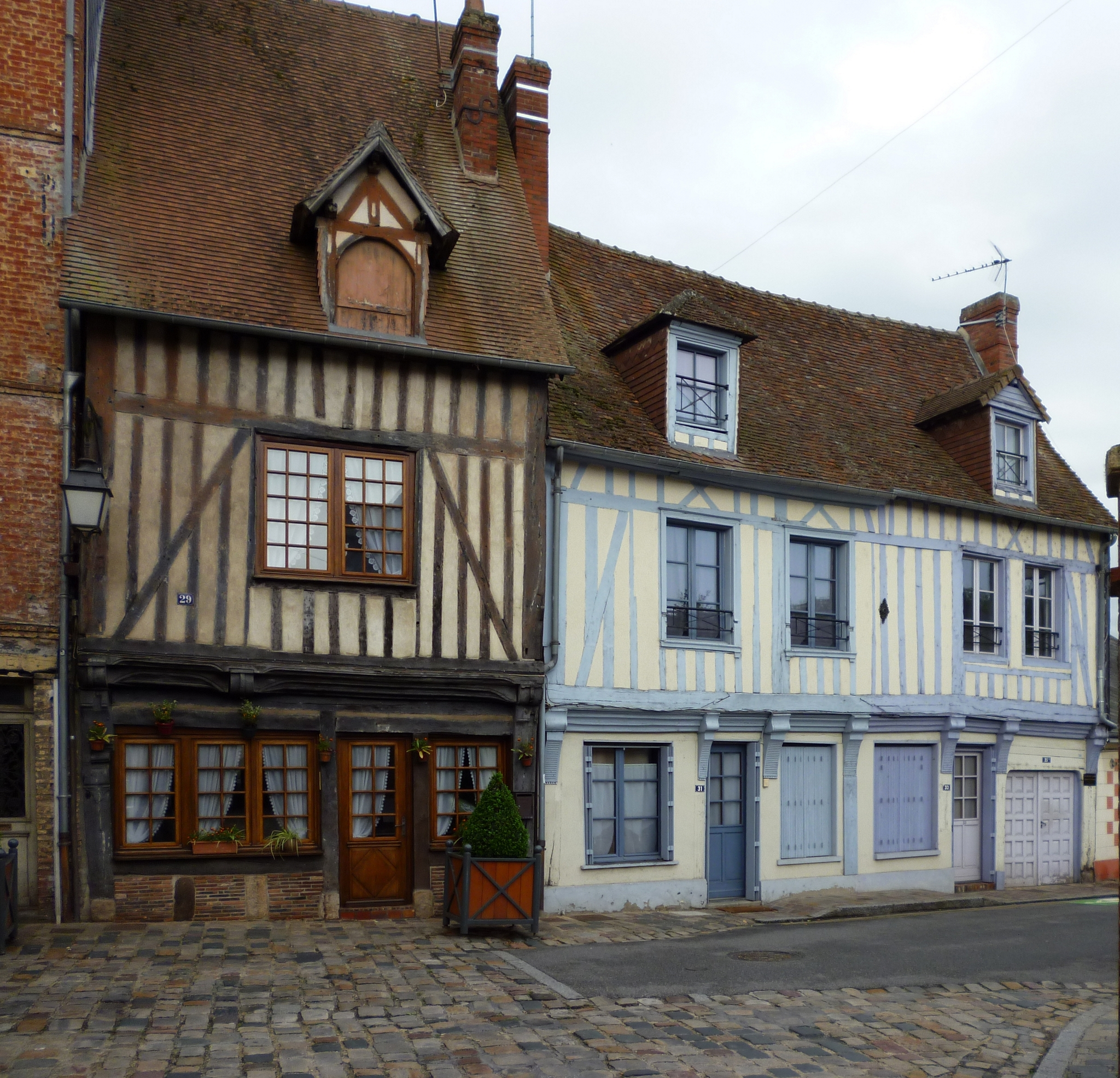
Rue Gaston-Foloppe, dite rue des antiquaires.
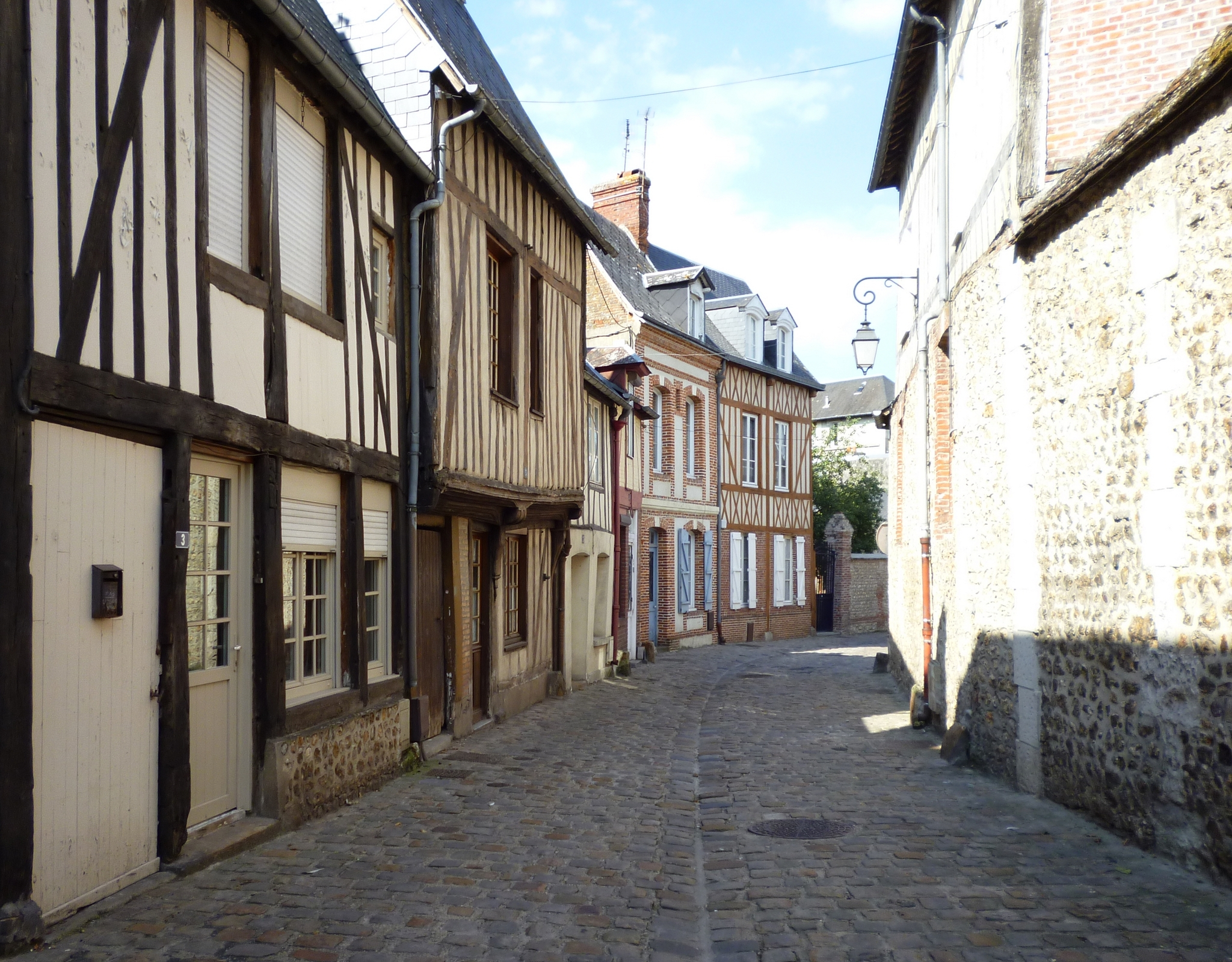
Rue de Geôle.
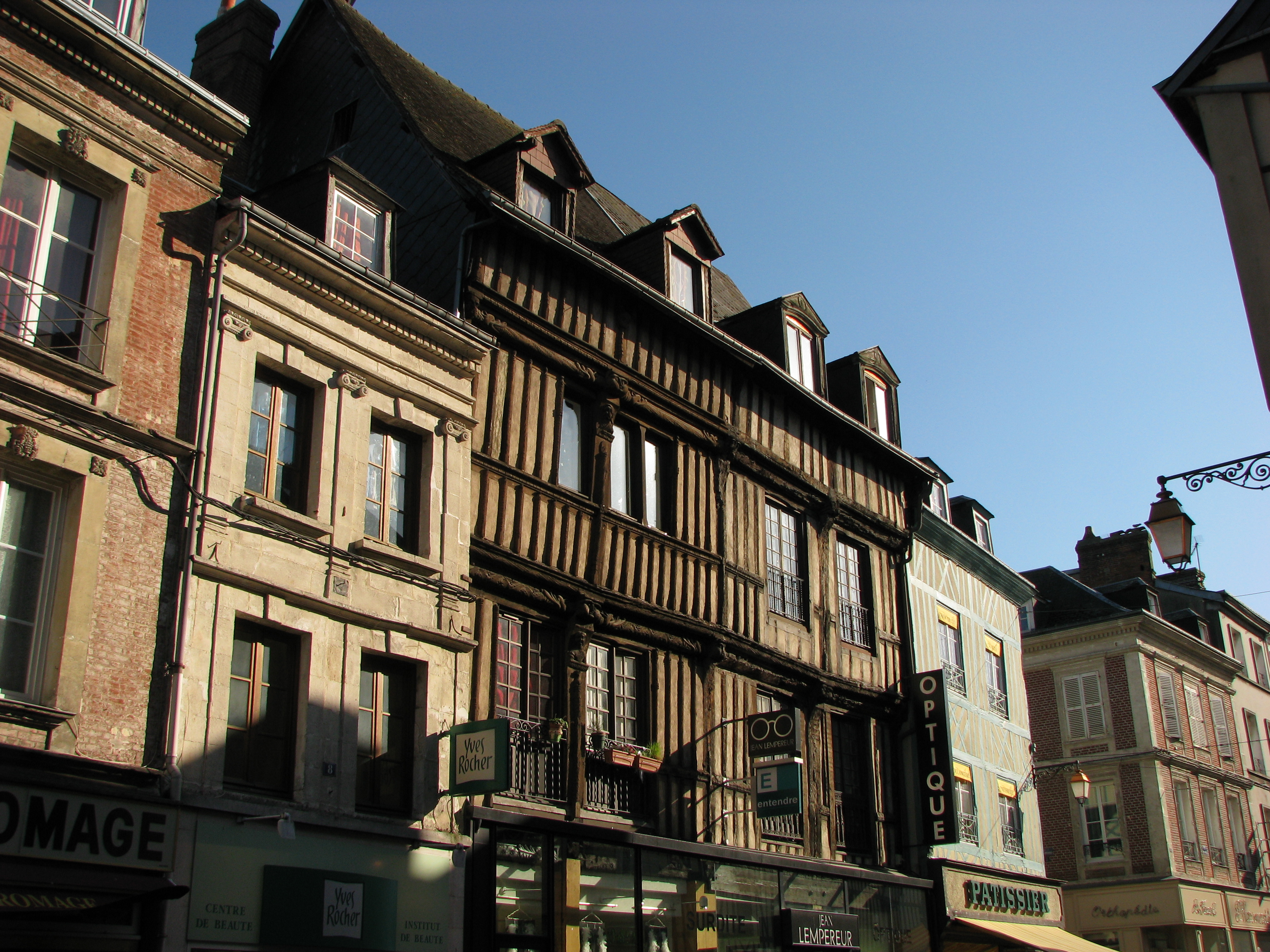
Maison de la rue Thiers.

#### Autres demeures remarquables
- Villa Hélène, de style anglo-normand XIXe siècle, rue Kleber-Mercier (dans l'enceinte du lycée Augustin-Fresnel).

#### Monuments commémoratifs
- Monument aux morts communautaire. Monument érigé en 1921 à la mémoire des victimes de la Grande Guerre de l'arrondissement de Bernay. Il est l'œuvre de Louis-Aimé Lejeune, sculpteur natif de Livet-sur-Authou, grand prix de Rome[95].
- Monument commémoratif de la bataille de Bernay du 21 janvier 1871.
- Monument aux morts dans le carré militaire du cimetière de La Couture
- Monument aux morts dans le cimetière de Sainte-Croix (boulevard des Monts)
- Notre-Dame du Vœu, dans une parcelle, visible du bord de la rue du Haras
- Christ du Sacré-Cœur, monument commémoratif de la Seconde Guerre mondiale, situé rue de la Victoire
- Statue en pierre de Jacques Daviel réalisée par Pierre Bouret, située place Gustave-Héon. L'originale en bronze réalisée par Alphonse Guilloux est inaugurée en 1891. En 1942, sous le régime de Vichy, elle est déboulonnée et fondue dans le cadre de la mobilisation des métaux non ferreux.
- Monument à la mémoire de Sylla Lefèvre[Qui ?], situé boulevard de Normandie
- Monument à la mémoire de Paul Derou, résistant, principal du collège, mort en déportation à Buchenwald, situé place Paul-Derou

##### Autre statuaire
- Statue de la Vierge à l'Enfant, dans une niche du mur, 8 rue de la Sous-Préfecture
- Statue de Sainte-Anne, dans une niche du mur, 14 rue du Général-Leclerc

#### Vestiges
- Vestiges de bâtiment hydraulique de la filature Delamotte. Chute et murs de ventellerie conservés dans le Cosnier le long du square Delamotte.
- Vestiges du moulin du Pont de l'étang. Chute et murs de ventellerie d'une minoterie industrielle.
- Vestiges de la chapelle Saint-Germain d'Auxerre, dans le quartier de La Couture (propriété privée, non visible)[83].
- Vestiges de l'hôtel-Dieu fondé en 1250, place de l'Ancien-Hôtel-Dieu et rue de Geôle.

#### Parcs, jardins et promenades
- Jardin public de l'abbaye. Aménagé sur les vestiges des jardins pré-révolutionnaires de l'abbaye Notre-Dame de Bernay. Parc paysager, petit jardin médiéval pédagogique.
- Square Gouas, jardin public Art nouveau, créé sur une ancienne propriété privée bourgeoise. Très peu modifié.
- Square Delamotte, créé à l'emplacement d'une filature détruite (années 2010).
- Jardin Schuman, contemporain, créé à l'arrière du Centre culturel multimédia.
- Prairie de la Charentonne, espace vert créé en bordure de la rivière, aménagé en prairie, avec des espaces ludiques (boulodrome, skatepark…). Son allée termine la voie verte et sert de transition entre le quartier historique de La Couture et l'hyper-centre de Bernay.
- Boulevard des Monts, promenade créée au XIXe siècle à l'extrémité du plateau du Lieuvin, offrant un panorama sur la ville. Une table d'orientation y a été implantée en 2013.
- Promenade du Cosnier : des chemins piétonniers ont été créés sur les berges du Cosnier. La promenade Gaston-Lenôtre longe la rivière entre la place Haslemere et la place des Hauts-Penteurs. Elle a été prolongée en 2014 par une passerelle au-dessus de la rivière qui permet de cheminer jusqu'à la place du Moulin du Pont de l'Étang.

#### Rues et venelles pittoresques
- Rue Gaston-Folloppe, rue de Lisieux. Nombreuses maisons à pan de bois.
- Rue de Geôle. Rue à l'ambiance ancienne avec son pavement et son caniveau central.
- Rue des Sources, du Chanoine-Porée, des Fontaines.
- Passage de la Cohue. Venelle traversante de la rue Thiers à la rue Michel-Hubert-Descours.
- Ruelle des Lavandières. Venelle traversante entre la rue du Général-Leclerc et la rue des Fontaines.
- Impasse Alexandre. Venelle menant au Cosnier.

#### Architecture duXXIesiècle
- École Jean-Moulin. L'ancienne école du quartier du stade ayant été détruite par un incendie en 2009, un nouvel édifice est construit. La nouvelle école est inaugurée en décembre 2012[83].
- Résidence Guillaume-le-Conquérant, rue Guillaume-le-Conquérant.
- Halle couverte, place Sainte-Croix.
- Reconversion de maison bourgeoise en clinique vétérinaire, rue Gambetta.
- Reconversion de l'ancienne minoterie Vivien (également appelé moulin de la grosse tour) en médiathèque. Rue de la Charentonne.
- Reconversion de l'Arsenal des pompiers en logements et boutiques et construction d'une aile avec des balcons filants. Angle de la rue Gambetta avec le boulevard Dubus[83].
- Reconversion de l'ancienne usine Caroline Rohmer en espaces administratifs, bureaux et une boutique[83].
- Reconversion des anciens abattoirs municipaux en conservatoire de musique, rue de Picardie[83].

### Personnalités liées à la commune

#### Politique
- Richard II de Normandie (960/963-1026), duc de Normandie, bienfaiteur de l'abbaye ;
- Judith de Bretagne (982-1017), épouse du duc de Normandie, fondatrice de l'abbaye Notre-Dame de Bernay ;
- Louis IX (1214-1270), roi de France, fondateur de l'hôtel-Dieu, pèlerin du sanctuaire marial de La Couture ;
- Thomas Lindet (1743-1823), homme politique né et décédé à Bernay, député de l'Eure.
- André Le Danois de La Soisière (1750-1827), homme politique né à Bernay, maire de Bernay en 1789, député de l'Eure au Conseil des Anciens.
- Louis François Froudière (1751-1833), homme politique né à Bernay, député de la Seine-Inférieure de 1791 à 1792.
- Jean-Michel Duroy (1753-1795), révolutionnaire ;
- Robert Lindet (1746-1825), ministre des finances ;
- Jean Jardin (1904-1976), homme politique ;

#### Arts et lettres
- Guillaume de Volpiano (962-1031), architecte de l'abbatiale Notre-Dame ;
- Alexandre de Bernay (XIIe siècle), poète ;
- Nicolas Le Vavasseur (v. 1580-1658), compositeur baroque ;
- Guillaume de La Tremblaye (1644-1715), architecte de l'abbaye Notre-Dame, sculpteur ;
- Fernand Brisset, écrivain ;
- Émile Vaucanu (1864-1894), graveur, dessinateur et aquarelliste ;
- Eugène Nolent (1878-1916), avocat et journaliste né à Bernay, mort pour la France ;
- Magdeleine Hue (1882-1944), artiste peintre ;
- André Mare (1885-1932), artiste peintre ;
- Édith Piaf (1915-1963), chanteuse ;
- Louis-Aimé Lejeune (1884-1969), sculpteur ;
- Jean Balladur (1924-2002), architecte de l'ancien collège Pierre-et-Marie-Curie ;
- Jean-Claude Camus (1938-), producteur de spectacles ;
- Olivier Picard (1940-2023), helléniste ;
- Philippe Delerm (1950-), écrivain ;
- Vincent Delerm (1976-), chanteur ;
- Samuel Jouy (1975-), acteur ;
- Tahnee (1990-), humoriste ;

#### Sciences
- Jacques Daviel (1693-1762), chirurgien et ophtalmologue dont la statue se trouve sur la place de la mairie ;
- Auguste Le Prévost (1787-1859), géologue, philologue, archéologue et historien ;
- Victorien Lottin de Laval (1810-1903), archéologue orientaliste ;
- Adolphe-André Porée (1848-1939), archéologue et historien ;
- Georges Davy (1883-1976), sociologue ;

#### Autres
- Jean-Baptiste Huché (1749-1805), général responsable de nombreux massacres pendant les Guerres de Vendée.
- Jean-Baptiste Philippe Harou (1760 à Bernay - 1822), architecte ;
- Georges Decaux (1845-1914), éditeur ;
- Auguste Mudry (1917-2006), constructeur d'avions de voltige aérienne ;
- Gaston Lenôtre (1920-2009), pâtissier ;

#### Sports
- Christophe Cocard (1967-), footballeur ;
- Stéphane Samson (1975-), footballeur ;
- Frédéric Coquerel (1978-), footballeur ;
- Laure Lepailleur (1985-), footballeuse ;
- Romuald Boco (1987-), footballeur

### Traditions
- Fête de la Sainte-Anne. Chaque année, le 1er édile fleurit une statue de la sainte patronne de la ville.
- Marché. Chaque samedi matin, un marché anime la ville, héritage des marchés octroyés par le duc Richard II de Normandie à l'abbaye Notre-Dame de Bernay en 1025[83].

### Héraldique
| Blason de Bernay | Blason  | Parti d'azur et de gueules au lion d'or brochant sur le tout                                                                                         |
| Blason de Bernay | Détails | Le statut, informel ou officiel (s'il a été adopté par délibération municipale), de ce blason n'est pas connu                                        |
| Blason de Bernay | Alias   | D'azur au lion d'or armé et lampassé de gueules Blason enregistré dans l'Armorial général de France, et corroboré par Alfred Canel et par E. Veuclin |

### Cartes
1. 1 2  « Réseau hydrographique de Bernay » sur Géoportail (consulté le 14 avril 2025).
2. ↑  IGN, « Évolution comparée de l'occupation des sols de la commune sur cartes anciennes », sur remonterletemps.ign.fr (consulté le 15 juillet 2023).

#### Site de l'Insee
1. 1 2  Insee, « Métadonnées de la commune ».
2. 1 2  « Chiffres clés - Logement en 2020 à Bernay » (consulté le 8 décembre 2023).
3. ↑  « Chiffres-clés - Logement en 2020 à Bernay - Section LOG T2 » (consulté le 8 décembre 2023).
4. ↑  « Chiffres-clés - Logement en 2020 à Bernay - Section LOG T7 » (consulté le 8 décembre 2023).
5. ↑  « Chiffres clés - Logement en 2020 dans l'Eure » (consulté le 8 décembre 2023).
6. ↑  « Chiffres clés - Logement en 2020 dans la France entière » (consulté le 8 décembre 2023).

#### Autres sources
1. ↑  « Unité urbaine 2020 de Bernay                             (27301) », sur insee.fr (consulté le 9 avril 2023).
2. ↑  « Géoportail (IGN), couche « Communes 2016 » activée ».
3. « Géoportail (IGN), couche « Communes 2016 » activée ».
4. ↑  Sandre, « la Charentonne ».
5. ↑  Sandre, « bras de la Charentonne ».
6. ↑  « Fiche communale de Bernay », sur sigessn.brgm.fr (consulté le 14 avril 2025).
7. ↑  Sandre, « La Charentonne ».
8. ↑  Sandre, « Le Cosnier ».
9. ↑  « Le millésime 2022 de la BD TOPAGE® métropole est disponible », sur eaufrance.fr (consulté le 14 avril 2025).
10. 1 2  Daniel Joly, Thierry Brossard, Hervé Cardot, Jean Cavailhes, Mohamed Hilal et Pierre Wavresky, « Les types de climats en France, une construction spatiale », Cybergéo, revue européenne de géographie - European Journal of Geography, no 501,‎ 18 juin 2010 (DOI 10.4000/cybergeo.23155, lire en ligne, consulté le 24 novembre 2023)
11. ↑  « Zonages climatiques en France métropolitaine. », sur pluiesextremes.meteo.fr (consulté le 24 novembre 2023).
12. ↑  GIEC normand, Le climat en Normandie : présentation et évolution, 30 octobre 2020, 18 p. (lire en ligne), p. 2
13. ↑  « Station Météo-France commune de Huest) - fiche climatologique - période 1991-2020 », sur donneespubliques.meteofrance.fr (consulté le 24 novembre 2023).
14. ↑  « Station Météo-France commune de Bernay) - fiche de métadonnées. », sur donneespubliques.meteofrance.fr (consulté le 24 novembre 2023).
15. ↑  « Climadiag Commune : diagnostiquez les enjeux climatiques de votre collectivité. », sur meteofrance.fr, novembre 2022 (consulté le 24 novembre 2023).
16. ↑  « Risle, Guiel, Charentonne », sur Muséum national d'Histoire naturelle - Inventaire national du patrimoine naturel (consulté le 25 février 2015).
17. ↑  « Les prairies de Carentonne », sur Muséum national d'Histoire naturelle - Inventaire national du patrimoine naturel (consulté le 16 juin 2015).
18. ↑  « Les prairies de la Couture », sur Muséum national d'Histoire naturelle - Inventaire national du patrimoine naturel (consulté le 16 juin 2015).
19. ↑  « Les prairies et l'aulnaie du moulin neuf », sur Muséum national d'Histoire naturelle - Inventaire national du patrimoine naturel (consulté le 16 juin 2015).
20. ↑  « Les prairies et le bois du bas Bouffey », sur Muséum national d'Histoire naturelle - Inventaire national du patrimoine naturel (consulté le 16 juin 2015).
21. ↑  « La moyenne vallée de la Charentonne, le bois de Broglie », sur Muséum national d'Histoire naturelle - Inventaire national du patrimoine naturel (consulté le 16 juin 2015).
22. ↑  « La vallée de la Risle de la Ferrière-sur-Risle à Brionne, la forêt de Beaumont, la basse vallée de la Charentonne », sur Muséum national d'Histoire naturelle - Inventaire national du patrimoine naturel (consulté le 16 juin 2015).
23. ↑  « La promenade du mont Milon », sur Direction Régionale de l'Environnement, de l'Aménagement et du Logement Normandie (consulté le 17 juillet 2017).
24. ↑  « La grille communale de densité », sur le site de l’Insee, 28 mai 2024 (consulté le 24 juin 2024).
25. ↑  « Unité urbaine 2020 de Bernay », sur insee.fr (consulté le 24 juin 2024).
26. ↑  « Liste des communes composant l'aire d'attraction de Bernay », sur insee.fr (consulté le 24 juin 2024).
27. ↑  Marie-Pierre de Bellefon, Pascal Eusebio, Jocelyn Forest, Olivier Pégaz-Blanc et Raymond Warnod (Insee), « En France, neuf personnes sur dix vivent dans l’aire d’attraction d’une ville », sur insee.fr, 21 octobre 2020 (consulté le 24 juin 2024).
28. ↑  « CORINE Land Cover (CLC) - Répartition des superficies en 15 postes d'occupation des sols (métropole). », sur le site des données et études statistiques du ministère de la Transition écologique. (consulté le 12 mai 2021).
29. 1 2  [PDF]« Dépliant du service de bus ».
30. ↑  « Transports en commun : c'est désormais gratuit à Bernay - ici », sur ici, le média de la vie locale, 27 novembre 2017 (consulté le 19 avril 2025)
31. ↑  « Mobilité et stationnement – Ville de Bernay », sur www.bernaylaville.fr (consulté le 19 avril 2025)
32. 1 2 3 4 5  François de Beaurepaire, Les noms des communes et anciennes paroisses de l'Eure, Paris, éditions Picard, 1981.
33. ↑  Ernest Poret de Blosseville, Dictionnaire topographique du département de l’Eure, Paris, 1877, p. 17.
34. ↑  Pierre-Yves Lambert, La langue gauloise, éditions Errance 1994
35. ↑  Pierre-Yves Lambert, op. cit..
36. ↑  Albert Dauzat et Charles Rostaing, Dictionnaire étymologique des noms de lieux en France, Librairie Guénégaud, 1979. Article Bargny.
37. ↑  Pierre-Yves Lambert, op. cit., p. 190.
38. ↑  Lettres patentes de Louis IX, Tours, le 11 novembre 1479, Lettres concernant les marchands drapiers.
39. ↑  Bruno Ramirez de Palacios, Charles dit le Mauvais, roi de Navarre, comte d’Évreux, prétendant au trône de France, Paris, 2015, 530 p.,  (ISBN 978-2-9540585-3-5), pages 368-369.
40. ↑  Ramirez de Palacios, op. cit., p. 373-376.
41. 1 2  Anecdotes, sur Paris-Normandie.
42. 1 2 3  Des villages de Cassini aux communes d'aujourd'hui sur le site de l'École des hautes études en sciences sociales.
43. ↑  Amiral Friedrich Ruge, Rommel und die Invasion, Stuttgart, Koehler Verlag, et Paris, Presses de la Cité, 1960.
44. ↑  Beevor 2009, p. 359.
45. ↑  Information de l'Office de tourisme de Vimoutiers.
46. ↑  X.
47. ↑  Raymond Ruffin, Le Prix de la Liberté, (La vie quotidienne des Normands après le débarquement de juin 44) , Cheminements, mars 2004,  (ISBN 978-2-844-78254-0).
48. ↑  Histoire de Bernay Website Bernay: ville normande. Consultée le 8 septembre 2013.
49. ↑  Élections municipales de 2008 - Résultats à Bernay sur le site du Figaro.
50. ↑  « Saga des Municipales : Bernay 2008, le PS frôle de peu la victoire sous fond de discorde juridique », Paris-Normandie,‎ 20 octobre 2019 (lire en ligne , consulté le 8 décembre 2023).
51. ↑  « La droite conserve la mairie de Bernay », France 3, 14 septembre 2009.
52. ↑  Résultats officiels pour la commune Bernay
53. ↑  « Jean-Hugues Bonamy, le nouveau maire de Bernay », Paris Normandie,‎ 29 mai 2016 (lire en ligne, consulté le 21 octobre 2017).
54. ↑  Florent Lemaire, « Municipales 2020. Un fauteuil pour quatre à Bernay : Les électeurs de Bernay sont appelés à choisir parmi les listes de Ludovic Benmokhtar, Pascal Didtsch, Ulrich Schlumberger et Marie-Lyne Vagner, pour succéder à Jean-Hugues Bonamy », L'Éveil normand,‎ 13 mars 2020 (lire en ligne, consulté le 9 décembre 2023).
55. ↑  « Municipales à Bernay : vers une triangulaire pour le second tour : Les électeurs étaient appelés aux urnes pour le premier tour des municipales ce dimanche 15 mars 2020. A Bernay, trois candidats sont en position de se maintenir pour le second tour », France Bleu Normandie,‎ 15 mars 2020 (lire en ligne, consulté le 9 décembre 2023).
56. ↑  « Municipales 2020. Battue en 2016, Marie-Lyne Vagner candidate pour « promouvoir » Bernay », sur actu.fr (consulté le 28 janvier 2020).
57. ↑  « Elections municipales 2020 », sur elections.interieur.gouv.fr (consulté le 11 juin 2020).
58. ↑  Béatrice Rabelle, « Qui est Marie-Lyne Vagner, la nouvelle maire de Bernay ? : Marie-Lyne Vagner a remporté de justesse le second tour des élections municipales. Regard bleu perçant, déterminée, la  chef d'entreprise veut redonner "de la superbe" à Bernay. L'ancienne adjointe d'Hervé Maurey est la 2e femme élue à ce poste depuis 1790 », France 3 Normandie,‎ 29 juin 2020 (lire en ligne, consulté le 8 décembre 2023).
59. ↑  « Municipales 2020. Ulrich Schlumberger se déclare enfin pour Bernay ! », sur actu.fr (consulté le 28 janvier 2020).
60. ↑  « Pascal Didtsch (DVG), candidat à Bernay : « Coconstruire les aménagements de proximité avec les habitants » », sur paris-normandie.fr (consulté le 28 janvier 2020).
61. ↑  « Francegenweb.org - votre service benevole d'assistance genealogique », sur francegenweb.org (consulté le 18 mai 2021).
62. ↑  Gilles Morin, « HÉON Gustave, Maurice : Né le 30 mai 1910 à Asnières (Hauts-de-Seine), mort le 29 septembre 1981 à Bernay (Eure) ; professeur de mathématiques au collège de Bernay ; militant et élu socialiste puis indépendant de l’Eure ; maire de Bernay (1944-1981) ; conseiller général de Bernay (1945-1979) ; président du conseil général de l’Eure (1957-1979) ; conseiller régional de Haute-Normandie (1977-1980) ; sénateur (1962-1981) », Le Maitron en ligne, 23/8/2010 mis à jour le 4/7/2021 (consulté le 9 décembre 2023).
63. ↑  « HEON Gustave », Anciens sénateurs Ve République, sur senat.fr (consulté le 9 décembre 2023).
64. ↑  Florent Lemaire, « Municipales 2020 : le maire sortant de Bernay, Jean-Hugues Bonamy, ne sera pas candidat : Le bruit courait, c'est désormais officiel. Le maire de Bernay, Jean-Hugues Bonamy, a annoncé ce mercredi 2 octobre 2019 qu'il ne briguera pas un nouveau mandat en mars 2020 », L'Éveil normand,‎ 2 octobre 2019 (lire en ligne, consulté le 8 décembre 2023) « Conseiller municipal de 1995 à 2008, puis adjoint à partir de 2008, Jean-Hugues Bonamy avait été élu maire de Bernay en juin 2016, après la démission d’Hervé Maurey pour cause de cumul des mandats ».
65. ↑  Florent Lemaire, « Jean-Hugues Bonamy : « Je ne regrette pas ce que j'ai fait durant ces quatre années » : Jean-Hugues Bonamy, élu en 2016, ne sera plus le maire de Bernay. Retour sur quatre années de mandat et, plus récemment, la gestion de la crise sanitaire liée au Covid-19 », L'Éveil normand,‎ 3 juillet 2020 (lire en ligne, consulté le 8 décembre 2023).
66. ↑  « Bernay - Les infos de la ville », sur Bernay (consulté le 11 juillet 2020).
67. ↑  Gilles Motteau, « Interco de Bernay : J.-H. Bonamy élu président : Le nouveau maire UDI de la sous-préfecture de l'Eure, a accédé mardi soir au fauteuil de président de la collectivité territoriale de Bernay et ses environs », Ouest-France,‎ 9 juin 2016 (lire en ligne, consulté le 9 décembre 2023).
68. ↑  Benoit Négrier, « Le maire de Bernay se voit retirer ses délégations à l'intercom : Le président de l'intercom Bernay Terres de Normandie a retiré les délégations de son bras droit Jean-Hugues Bonamy, maire de Bernay, sur fond de différends entre collectivités », L'Éveil normand,‎ 28 décembre 2018 (lire en ligne, consulté le 9 décembre 2023).
69. ↑  François Lefebvre, « Bernay : Marie-Lyne Vagner installée maire de Bernay : Vainqueur de l'élection municipale 2020, la tête de liste Marie-Lyne Vagner a été élue et installée maire de Bernay ce samedi 4 juillet 2020 », L'Éveil normand,‎ 4 juillet 2020 (lire en ligne, consulté le 8 décembre 2023) « Samedi 4 juillet 2020, la cheffe d’entreprise a pu compter sur les 24 voix de sa majorité ».
70. ↑  « Présidentielle 2022. Finalement, Marie-Lyne Vagner soutient Emmanuel Macron : Le maire de Bernay fait partie des signataires d'une tribune appelant à voter Emmanuel Macron lors de la prochaine élection présidentielle. Ce soutien fait réagir l'opposition », L'Éveil normand,‎ 26 novembre 2021 (lire en ligne, consulté le 8 décembre 2023) « Cette ancienne adhérente de l’UMP au début des années 2000 indique également ne pas être emballée par les débats actuels entre les candidats à la primaire des Républicains ».
71. ↑  Benoît Négrier, « Bernay récompensé par le label « Villes Internet » », Paris Normandie,‎ 25 février 2016 (lire en ligne, consulté le 2 mars 2016).
72. ↑  Site des villes et villages fleuris, consulté le 9 février 2018.
73. ↑  L'organisation du recensement, sur insee.fr.
74. ↑  Fiches Insee - Populations de référence de la commune pour les années 2006, 2007, 2008, 2009, 2010, 2011, 2012, 2013, 2014, 2015, 2016, 2017, 2018, 2019, 2020, 2021 et 2022.
75. ↑  Insee, « Évolution et structure de la population en 2018 - Commune de Bernay (27056) », 30 juin 2021 (consulté le 23 décembre 2021).
76. ↑  Insee, « Évolution et structure de la population en 2021 - Département de l'Eure (27) », 27 juin 2024 (consulté le 13 juillet 2024).
77. ↑  « Ancienne abbaye Notre-Dame », notice no PA00099330, sur la plateforme ouverte du patrimoine, base Mérimée, ministère français de la Culture.
78. ↑  Chloé Pata, L'abbaye Notre-Dame de Bernay, Bernay, Ville de Bernay, 2013.
79. ↑  « Église Sainte-Croix », notice no PA00099332, sur la plateforme ouverte du patrimoine, base Mérimée, ministère français de la Culture.
80. ↑  « Basilique Notre-Dame de la Couture », notice no PA00099331, sur la plateforme ouverte du patrimoine, base Mérimée, ministère français de la Culture.
81. ↑  « Ancien hôtel de la Gabelle », notice no PA00099333, sur la plateforme ouverte du patrimoine, base Mérimée, ministère français de la Culture.
82. ↑  « Bienvenue à Bernay »(Archive.org • Wikiwix • Archive.is • Google • Que faire ?), sur Site de l'office de tourisme de Bernay (consulté le 14 juin 2015).
83. 1 2 3 4 5 6 7 8 9 10 11  Chloé Pata, Bernay Ville d'art et d'histoire. Au fil de la ville., Bernay, Ville de Bernay, 2015.
84. 1 2  Le dire de l'architecte des bâtiments de France - Les essentiels - no 119 du 31 juillet 2014.
85. ↑  « Le théâtre Edith Piaf »(Archive.org • Wikiwix • Archive.is • Google • Que faire ?), sur Site de l'office de tourisme de Bernay (consulté le 14 juin 2015).
86. ↑  Régis Dericquebourg, Les Antoinistes, Belgique, Brepols, 1993, 174 p. (ISBN 2-503-50325-X), p. 137, 168.
87. ↑  « Cité-jardin des Abattoirs », notice no ACR0000834, sur la plateforme ouverte du patrimoine, base Mérimée, ministère français de la Culture.
88. ↑  Fernand Rimbert biographie sur INHA.fr en ligne .
89. ↑  Les maisons à pans de bois de l'Eure protégées au titre des Monuments Historiques, 15 avril 2019.
90. ↑  « Immeuble », notice no PA00099334, sur la plateforme ouverte du patrimoine, base Mérimée, ministère français de la Culture.
91. ↑  « Immeuble », notice no PA00099335, sur la plateforme ouverte du patrimoine, base Mérimée, ministère français de la Culture.
92. ↑  « Maison à pans de bois », notice no PA00099336, sur la plateforme ouverte du patrimoine, base Mérimée, ministère français de la Culture.
93. ↑  « Maison à pans de bois », notice no PA00099337, sur la plateforme ouverte du patrimoine, base Mérimée, ministère français de la Culture.
94. ↑  « Maison », notice no PA00099338, sur la plateforme ouverte du patrimoine, base Mérimée, ministère français de la Culture.
95. ↑  Chloée Pata, Fiche pédagogique Raconte-moi : Le monument aux morts communautaire, Ville de Bernay.
96. ↑  D'Hozier, Armorial général de France, volumes reliés du cabinet des titres, vol. XIX, Normandie, généralité d'Alençon, p. 281.
97. ↑  Alfred Canel, Armorial des villes et corporations de la Normandie, 1863, p. 69.
98. ↑  E. Veuclin, Armoiries de la ville de Bernay, 1881.